# Andalúzia
Andalúzia (spanyolul Andalucía, IPA [andaluˈsiˑa] vagy [andaluˈθiˑa] ) Spanyolország európai részének legdélebbi tájegysége és autonóm közössége. A Gibraltárral és Portugáliával is határos tartomány a Sierra Nevada több ezer méteres csúcsaitól egészen a Costa del Sol homokos tengerpartjáig terjed.
Andalúziát világszerte gyönyörű városairól, mecsetjeiről, a bikaviadalokról, pompás lovairól és sherryjéről ismerik.
A tartomány neve a középkorban az arabok (mórok) által létrehozott állam, al-Andalúsz nevéből származik, amelynek jelentése vitatott, valószínűleg vandálok lakta területre utal.

## Földrajz

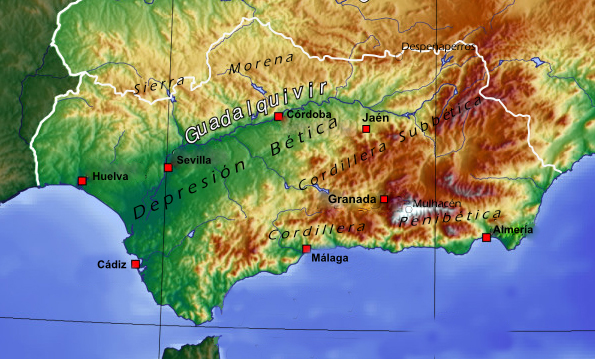
Andalúzia domborzati térképe

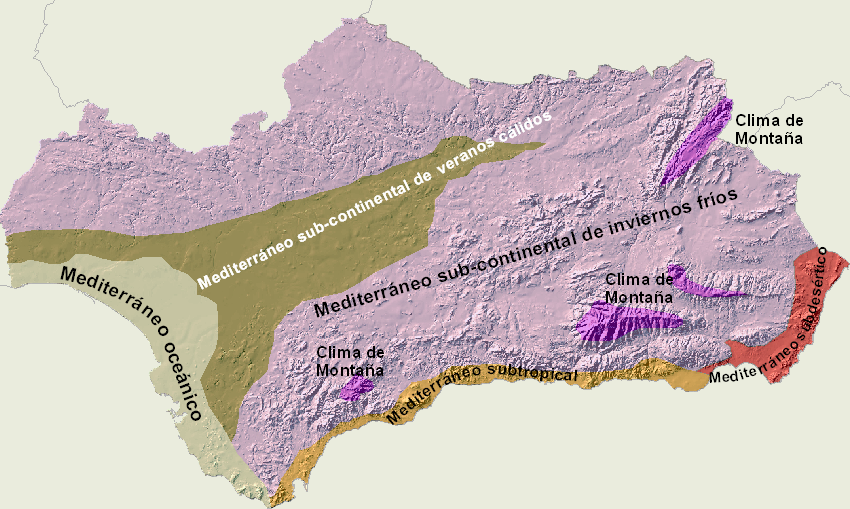
Éghajlati térkép (spanyol nyelvű)

### Domborzata

#### Andalúziai-medence(Depresión Bética)
A tartomány központi részét az Andalúziai-medence uralja. Egykor öböl volt, de a Sierra Nevada és a Sierra Morena folyói lassan feltöltötték. A hatalmas síkságnak ezer arca van. A medencét Andalúzia legnagyobb folyója, a Guadalquivir élteti, partján mindig dús a növényzet. A mediterrán éghajlatra jellemző babérerdők, olajfaligetek és mandulafenyők borította alföld, a szárazföld belseje felé egyre dombosabbá és szárazabbá válik. Mindenhol megszokott az okkersárga talaj, amely a végeláthatatlan búzamezőket táplálja. A medencében terül el többek között Sevilla és Córdoba városa is. A narancs- és citromligetek, a pálmák és jázminbokrok illattal telítik meg a tájat.

#### Hegyvidékek
A tartomány igazi arcát a hegységek adják meg. Északon húzódnak a Sierra Morena és a Bétikai-hegység láncai, míg a déli partok mentén a Sierra Nevada hófödte csúcsai magasodnak. Ezeken a vidékeken épültek a kicsi, fehér falú házakkal teletűzdelt, csendes falvak. A hegyek ormain gyakran hajdani erődök, várak romjait látjuk. A vadregényes táj értékeit nemzeti parkok őrzik. Hatalmas vonulataival a Sierra Nevada Spanyolország kontinensen fekvő részének legmagasabb hegysége. A Mulhacén-csúcs 3478 méter magasra emelkedik a part homokos strandjai fölé. Ebben a magasságban nyáron is hó fedi a vidéket, így a Sierra Nevada az ország egyik síközpontjává vált.

#### Partvidékek
Tengerparti szakaszai északról déli irányba haladva:
- Costa de Almería
- Costa Tropical
- Costa del Sol: Andalúzia négy partszakasza közül a legismertebb. Neve napos partot jelent, ami utal arra, hogy egy évben 320 napon biztosan süt a nap. 230 km-es partvonalát szinte mindenhol hotelek, strandok övezik Motriltól egészen La Lineáig. Costa del Solt ma már Európa Kaliforniája néven emlegetik [forrás?] a fekvése és klímája miatt. Ez Spanyolország és egyúttal Európa legdélebbi csücske, amelyet Afrikától egy mindössze 14 km széles szoros választ el La Lineánál illetve Gibraltárnál. Costa del Solon az európai színvonalú infrastruktúra, közbiztonság, egészségügyi ellátás, és a történelmi emlékek, hagyományok, valamint a városiasodás és a természet pompásan megférnek egymás mellett.
- Costa de la Luz

### Növényzet
Természetes növényzete a mediterrán erdő, amelyet a hosszú, száraz nyarakhoz alkalmazkodó, leveles, évelő növények jellemeznek. A természetes uralkodó faja a magyaltölgy (Quercus ilex). Szintén bőséges a parafa tölgy (Quercus suber), a különféle fenyők és a andalúziai jegenyefenyő (Abies pinsapo). A termesztésnek köszönhetően bővelkedik az olajfa (Olea europaea) és a mandula (Prunus dulcis) is. A legnedvesebb, savanyú talajú területeken a legelterjedtebb faj a tölgy és parafa tölgy, valamint a betelepített eukaliptusz. Az erdőkben a Populus nemzetséghez tartozó lombos keményfák és az Ulmus (szilfa) is bővelkednek. Nyárfák főleg a granadai síkságon jellemzők.
Az andalúz erdőket nagymértékben megváltoztatta az emberi tevékenység, a mezőgazdaság és a gyakori erdőtüzek. A leromlott és elpusztult erdők gyakran cserjéssé váltak.

### Állatvilág
Az andalúziai vizes élőhelyek madarak gazdag választékának adnak otthont. Egyesek afrikai eredetűek, mint például a bütykös szárcsa ( Fulica cristata ), a kék fú (Porphyrio porphyrio) és a rózsás flamingó (Phoenicopterus roseus). Mások Észak-Európából származnak, például a nyári lúd (Anser anser). A ragadozó madarak közé tartozik az ibériai sas (Aquila adalberti), a fakó keselyű (Gyps fulvus), valamint a barna és vörös kánya (Milvus migrans és Milvus milvus).
A nagyragadozók, például az ibériai farkas (Canis lupus signatus) és az ibériai hiúz (Lynx pardinus) meglehetősen veszélyeztetettek, élőhelyük a Sierra de Andújarra korlátozódik, a Sierra Morena, Doñana és Despeñaperros belsejében. A vaddisznó (Sus scrofa) állománya viszont jól megőrződött; népszerű a vadászok körében. Elterjedtebbek az olyan kisebb ragadozók, mint a rókák, az európai borz (Meles meles), a menyét (Mustela nivalis), az európai vadmacska (Felis silvestris), a közönséges petymeg (Genetta genetta) és az egyiptomi mongúz (Herpestes ichneumon).
A növényevők között számos szarvasféle (Cervidae) és az üregi nyúl található. A sörényes juh (Ammotragus lervia) egy Afrikából származó invazív faj, amelyet az 1970-es években honosítottak meg.

### Természetvédelem
Nemzeti parkjai:

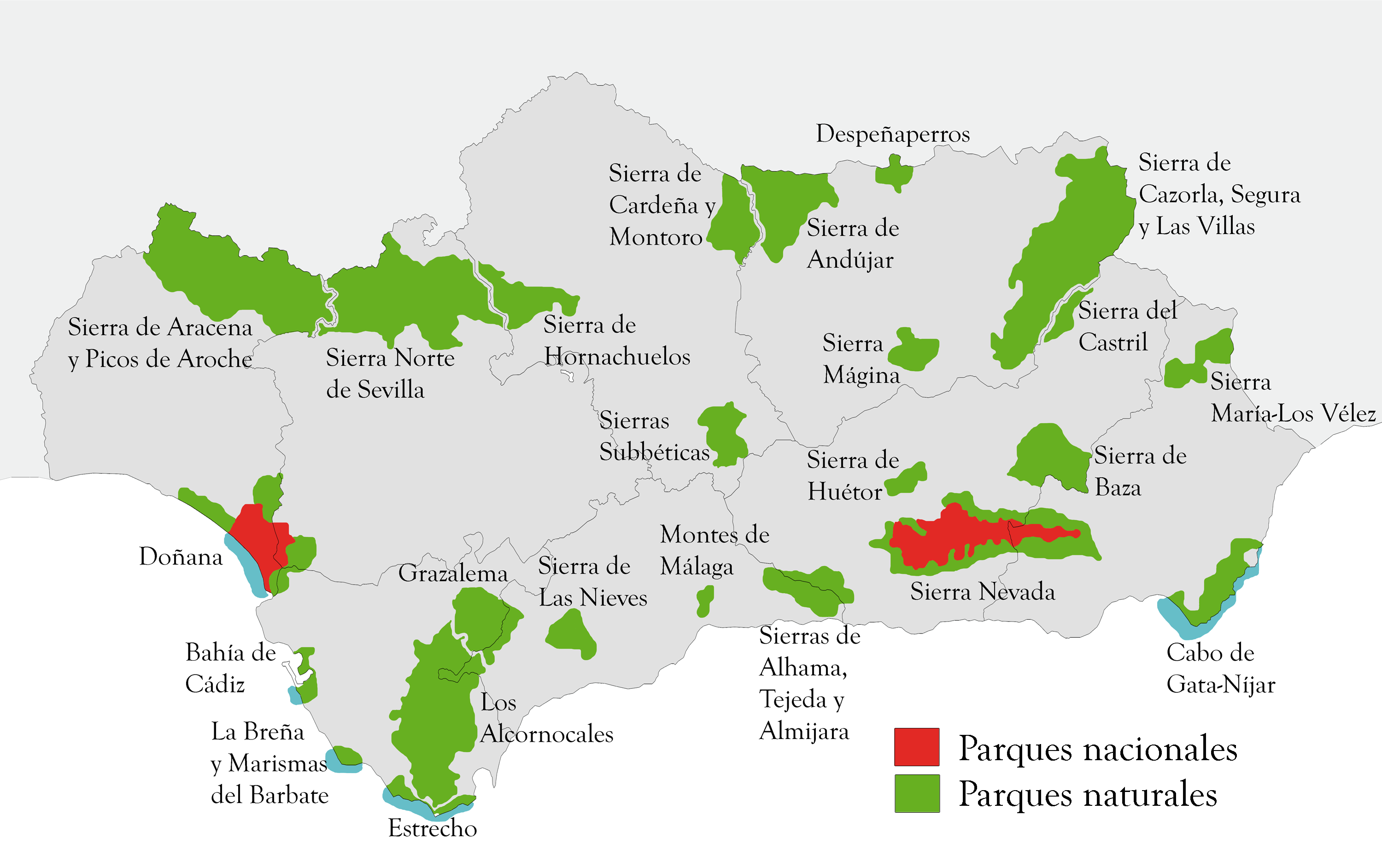
Természetvédelmi területek

- Doñana Nemzeti Park (Parque Nacional de Doñana) – Huelva és Sevilla tartomány
- Sierra Nevada Nemzeti Park (Parque Nacional de Sierra Nevada) – Granada és Almería tartomány

### Éghajlata
Andalúzia Spanyolország legforróbb és legszárazabb éghajlatának ad otthont és a mediterrán éghajlati tartományba esik, enyhe telekkel, forró nyarakkal és kevés csapadékkal. Tipikus a nyári szárazság, míg télen időnként heves esőzés és hideg hőmérséklet is jellemezheti. A csapadék mennyisége általánosságban véve nyugatról kelet felé csökken.
A leghidegebb hónap a január, amikor a Sierra Nevada lábánál fekvő Granada (680 tszfm.) átlaghőmérséklete 6,4 °C. A legmelegebb hónapok a július és augusztus; Andalúziában kb. 28,5 °C átlaghőmérsékletű.
Európában a legmagasabb hőmérsékletet itt, a Guadalquivir-völgyben regisztrálták, Córdobában 46,9 °C-ot, El Granadóban (Huelva) 46,8 °C-ot, Sevillában 47,2 °C-ot.
A napsütéses órák száma magas, egyes helyeken eléri az évi 3000 órát.
| Hónap                                   | Jan. | Feb. | Már. | Ápr. | Máj. | Jún. | Júl. | Aug. | Szep. | Okt. | Nov. | Dec. | Év   |
| --------------------------------------- | ---- | ---- | ---- | ---- | ---- | ---- | ---- | ---- | ----- | ---- | ---- | ---- | ---- |
| Átlagos max. hőmérséklet (°C)           | 14,9 | 17,4 | 21,3 | 22,8 | 27,4 | 32,8 | 36,9 | 36,5 | 31,6  | 25,1 | 19,1 | 15,3 | 25,1 |
| Átlagos min. hőmérséklet (°C)           | 3,6  | 4,9  | 7,4  | 9,3  | 12,6 | 16,5 | 19,0 | 19,4 | 16,9  | 13,0 | 7,8  | 5,5  | 11,4 |
| Átl. csapadékmennyiség (mm)             | 66   | 55   | 49   | 55   | 40   | 48   | 13   | 2    | 5     | 35   | 86   | 80   | 534  |
| Havi napsütéses órák száma              | 174  | 186  | 218  | 235  | 289  | 323  | 363  | 336  | 248   | 205  | 180  | 148  | 2905 |
| Forrás: Agencia Estatal de Meteorología |      |      |      |      |      |      |      |      |       |      |      |      |      |

| Hónap                                   | Jan. | Feb. | Már. | Ápr. | Máj. | Jún. | Júl. | Aug. | Szep. | Okt. | Nov. | Dec. | Év   |
| --------------------------------------- | ---- | ---- | ---- | ---- | ---- | ---- | ---- | ---- | ----- | ---- | ---- | ---- | ---- |
| Rekord max. hőmérséklet (°C)            | 24,2 | 28,0 | 32,9 | 35,4 | 41,0 | 45,2 | 46,6 | 47,2 | 44,8  | 36,6 | 31,2 | 25,5 | 47,2 |
| Átlagos max. hőmérséklet (°C)           | 16,2 | 18,1 | 21,9 | 23,4 | 27,2 | 32,2 | 36,0 | 35,5 | 31,7  | 26,0 | 20,2 | 16,6 | 25,5 |
| Átlaghőmérséklet (°C)                   | 11,0 | 12,5 | 15,6 | 17,3 | 20,7 | 25,1 | 28,2 | 27,9 | 25,0  | 20,2 | 15,1 | 11,9 | 19,2 |
| Átlagos min. hőmérséklet (°C)           | 5,7  | 7,0  | 9,2  | 11,1 | 14,2 | 18,0 | 20,3 | 20,4 | 18,2  | 14,4 | 10,0 | 7,3  | 13,0 |
| Rekord min. hőmérséklet (°C)            | −4,4 | −5,5 | −2,0 | 1,0  | 4,0  | 8,4  | 11,4 | 12,0 | 8,6   | 2,0  | −1,4 | −4,8 | −5,5 |
| Átl. csapadékmennyiség (mm)             | 66   | 50   | 36   | 54   | 31   | 10   | 2    | 5    | 27    | 68   | 91   | 99   | 539  |
| Havi napsütéses órák száma              | 183  | 189  | 220  | 238  | 293  | 317  | 354  | 328  | 244   | 217  | 181  | 154  | 2918 |
| Forrás: Agencia Estatal de Meteorología |      |      |      |      |      |      |      |      |       |      |      |      |      |

| Hónap                                   | Jan. | Feb. | Már. | Ápr. | Máj. | Jún. | Júl. | Aug. | Szep. | Okt. | Nov. | Dec. | Év   |
| --------------------------------------- | ---- | ---- | ---- | ---- | ---- | ---- | ---- | ---- | ----- | ---- | ---- | ---- | ---- |
| Átlagos max. hőmérséklet (°C)           | 16,8 | 17,7 | 19,6 | 21,4 | 24,3 | 28,1 | 30,5 | 30,8 | 28,2  | 24,1 | 20,1 | 17,5 | 23,3 |
| Átlagos min. hőmérséklet (°C)           | 7,4  | 8,2  | 9,8  | 11,1 | 14,2 | 18,0 | 20,5 | 21,1 | 18,8  | 15,0 | 11,3 | 8,9  | 13,7 |
| Átl. csapadékmennyiség (mm)             | 69   | 60   | 52   | 44   | 20   | 6    | 0    | 6    | 20    | 57   | 101  | 100  | 535  |
| Havi napsütéses órák száma              | 181  | 180  | 222  | 244  | 292  | 329  | 347  | 316  | 255   | 215  | 172  | 160  | 2913 |
| Forrás: Agencia Estatal de Meteorología |      |      |      |      |      |      |      |      |       |      |      |      |      |

| Hónap                                   | Jan. | Feb. | Már. | Ápr. | Máj. | Jún. | Júl. | Aug. | Szep. | Okt. | Nov. | Dec. | Év   |
| --------------------------------------- | ---- | ---- | ---- | ---- | ---- | ---- | ---- | ---- | ----- | ---- | ---- | ---- | ---- |
| Átlagos max. hőmérséklet (°C)           | 16,9 | 17,6 | 19,6 | 21,4 | 24,1 | 27,9 | 30,5 | 31,0 | 28,4  | 24,5 | 20,5 | 17,9 | 23,4 |
| Átlagos min. hőmérséklet (°C)           | 8,3  | 9,0  | 10,6 | 12,5 | 15,3 | 18,9 | 21,7 | 22,4 | 20,0  | 16,3 | 12,3 | 9,6  | 14,8 |
| Átl. csapadékmennyiség (mm)             | 24   | 25   | 16   | 17   | 12   | 5    | 1    | 1    | 14    | 27   | 28   | 30   | 200  |
| Havi napsütéses órák száma              | 194  | 191  | 232  | 261  | 297  | 325  | 342  | 315  | 256   | 218  | 183  | 178  | 2992 |
| Forrás: Agencia Estatal de Meteorología |      |      |      |      |      |      |      |      |       |      |      |      |      |

## Történelem

### A föníciaiak kora
A föníciaiak erős kolóniát hoztak létre a déli partvidék legendás városában, Tarsisban. Első világosan körvonalazható államuk, Tartésszosz királyság a Guadalquivir torkolatánál feküdt. Írott törvényeik voltak, a mezőgazdaság és a fémművesség erős városfejlődést alapozott meg.

### A rómaiak kora: Baetica
A rómaiak az i. e. 2. században hódították meg a mai Andalúziát és Lusitania provinciával együtt létrehozták Hispania Citeriort, mely a leggyorsabban és legszervesebben romanizálódó területek közé tartozott. Szenátusi és császári ellenőrzés alatt állt, a római közigazgatás alapegységeként. Plinius szerint 175 fallal övezett város volt a területén: 9 kolónia, 10 római és 27 latin város, 6 szabad város (civitas libera), 3 föderáció, 120 adófizető község. Baetica a szőlő, az olajbogyó, a búza és az árpa ill. a gyümölcstermesztés központja.

### A vizigót uralom
Először ez a régió, Sevilla volt a vizigótok központja, de ez áthelyeződött Toledóba. A vizigótok (nyugati gótok) kereszténységet felvett nép volt, sok templomuk nyoma fellelhető a mai templomok alapjaiban (például a cordóbai Mezquitában)

### Az arab uralom: „A csodás al-Andalúsz”
711-ben az arabok (mórok) Tárik hadvezér vezetésével (7000 gyalogos berber harcos) átkelve a Gibraltári-szoroson a félszigetre, beavatkoznak a vizigót polgárháborúba és uralmuk alá hajtották a területet.
714 után Asztúria, Galicia, Baszkföld kivételével a damaszkuszi Omajjádok tartománya lett az egész félsziget.
732-ben a tours-i csatában (magyar nyelvterületen poitiers-i csata néven ismert), Martell Károly kiűzte az arabokat Galliából (csaknem a teljes mai Franciaországból), de részben e déli frank területek, valamint a mai Spanyolország és Portugália szinte teljes területei még évszázadokig a mórok kezében maradtak. Az arab-mór uralom központjai: Córdoba, Sevilla, Granada, gazdasági központjai: Málaga, Almería.

#### Córdoba fénykora
756-ban a Córdobába menekült I. Abdar-Rahmán omajjád uralkodó megalapítja a Córdobai Emirátust, önálló államát, mely a félsziget jelentős területére kiterjed. A korszakban bevezetik a mesterséges öntözést, fejlődik a selyem- és fegyvergyártás, felvirágzik a gazdaság és a kultúra. A Córdobai Emirátusra általában jellemző a vallási türelem; a keresztények közül sokan áttértek az iszlám hitre.
778-ban Nagy Károly vereséget szenved a roncesvalles-i hágóban, ezzel elveszti meghódított területeit; Roland lovag halála.
928–1031 között a Córdobai Kalifátus kora (központ: Toledo). III. Abdar-Rahmán felveszi a kalifa címet. Ez az andalúziai mór kultúra csúcspontja, mecsetek, könyvtárak, paloták épülnek. 930-ban a kalifa elfoglalja Északnyugat-Afrikát.
1031-ben III. Hisám, az utolsó omajjád kalifa megbukik; a kalifátus 20 független részbirodalomra hullott szét.
1086-ban észak–afrikai berberek, az almorávidák megvédték az iszlám államot a keresztények hódításaival szemben, és a déli területeket egyesítették afrikai birodalmukkal.
1146-ban az almorávidák birodalmát meghódították a berber almohádok, akik megszilárdították az iszlám uralmat.
1212-ben Mohamed-al- Naszír kalifa vereséget szenvedett Tolosa mellett a keresztény seregektől, ez az almohádok birodalmának széthullása; Córdobát, Cádízt és Sevillát visszafoglalták a keresztények.

#### Granada fénykora
1238–1492: a Granadai Emirátus a Naszridák uralma alatt áll. 1238-ban Beni Naszr megalapította az emirátust Malagával és Almeríával, Granada a félsziget leggazdagabb városa, s egyben kulturális központja lett.
1246-ban Granada mór uralkodói a kasztíliai király adófizetőivé váltak, hogy elkerüljék a fegyveres harcot.
1292-ben az emirátus elveszítette Tarifát, Gibraltárt, Algecirast, e területek Kasztília kezére kerültek.
1300–1400 között: Granada kulturális fénykora.
1333-ban Gibraltár visszahódítása.
1479-ben IV. Sixtus pápa rendeletet adott ki a Granada ellenes keresztes hadjáratról.
1481-ben Kasztília tizenegy éves harcot kezd a mórok ellen, melyben Európa legjobb hadserege vonul fel a mórok ellen. 1492-ben Málaga és Granada visszavétele után XI. Abu – Abdallah Afrikába vonult vissza, a mórok és a zsidók kiűzése visszavetette az ország gazdasági fellendülését.

## Közigazgatás
1981 óta autonóm közösség (mint történelmi tartomány) – a Spanyol Alkotmány 151. szakasza alapján. Autonómiai statútuma kimondja, hogy a kormánynak két intézménye van:
- A Képviselőtestület (Junta de Andalucía): a Parlamentnek megfelelő testület, amelyben 109 képviselő ül, további hivatala: a Kormányzótanács (Consejo de Gobierno), és a presidente de la Junta (a Képviselőtestület elnöke) – mely a presidente del Consejo (a Kormányzótanács elnöke) egyben. A Junta elnöke José Antonio Griñán Martínez.
- Az Andalúz Fellebbviteli Bíróság (Tribunal Superior de Justicia de Andalucía): feladata a közösségi intézmények közti rend fenntartása.

### Tartományok

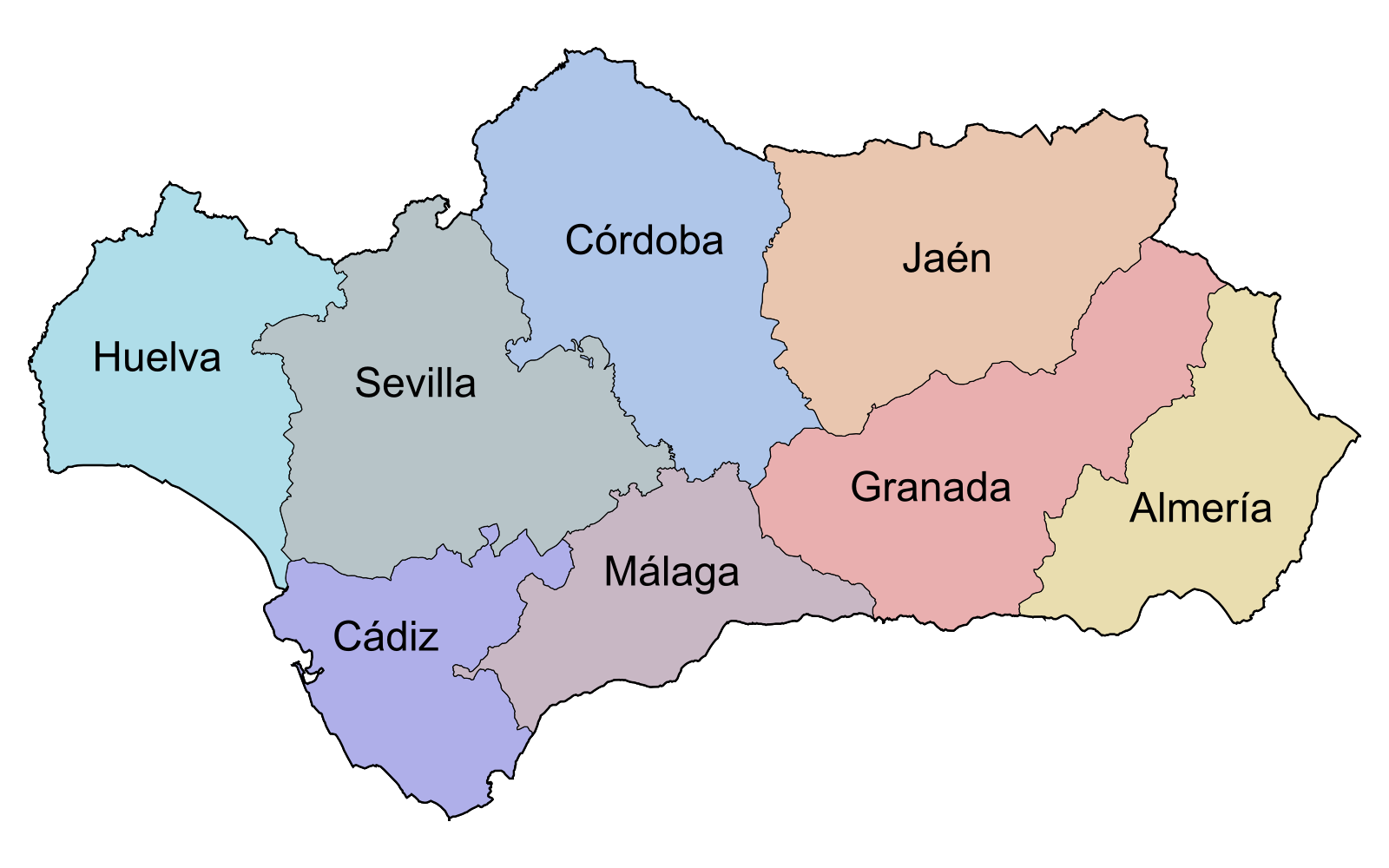
Andalúzia tartományai (Provincias de Andalucía)

Andalúzia – Járási térkép

Andalúziát közigazgatásilag 8 tartományra (provincia) osztják az 1833–ban született királyi dekrétum alapján.
- Almería (611 037 lakos) – közigazgatási székhelye: Almería
- Cádiz (1 178 773 lakos) – közigazgatási székhelye: Bahía de Cádiz (Cádiz-Jerez de la Frontera) – 623 528 lakos
- Córdoba (784 057 lakos) – közigazgatási székhelye: Córdoba – 318 628 lakos
- Granada (854 419 lakos) – közigazgatási székhelye: Granada – 450 439 lakos
- Huelva (482 965 lakos) – közigazgatási székhelye: Huelva
- Jaén (657 714 lakos) – közigazgatási székhelye: Jaén
- Málaga (1 639 127 lakos) – közigazgatási székhelye: Málaga – 561 250 lakos
- Sevilla (1 811 177 lakos) – közigazgatási székhelye: Sevilla – 1 594 081 lakos

### Járások
A provinciák mellett az ún. comarca–rendszer megfelel a járási rendszernek, ezek száma: 59.

#### Almería tartomány járásai

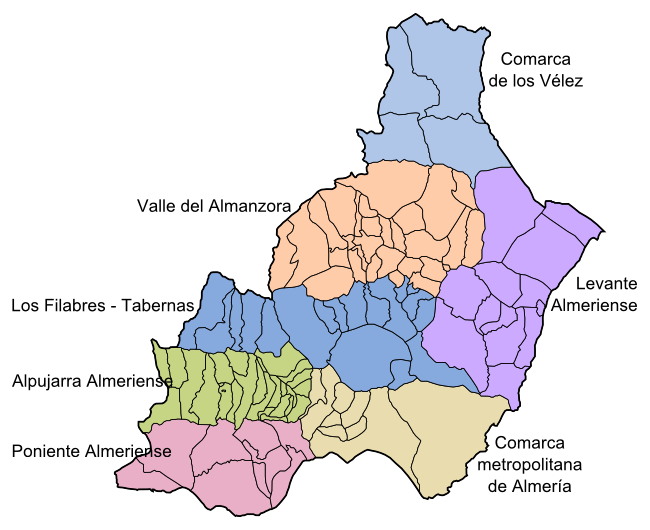
Almería tartomány járásai

A tartomány területén fekvő járások száma: 7.
- Valle del Almanzora járás (Comarca de Valle del Almanzora)
- Alpujarra Almeriense járás (Comarca de la Alpujarra Almeriense)
- Los Filabres – Tabernas járás (Comarca de Los Filabres – Tabernas)
- Levante Almeriense járás (Comarca del Levante Almeriense)
- Los Vélez járás (Comarca de los Vélez)
- Poniente Almeriense járás (Comarca del Poniente Almeriense)

#### Cádiz tartomány járásai

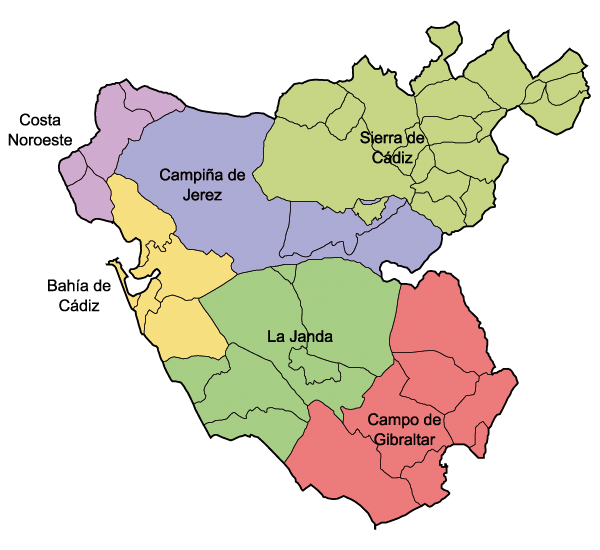
Cádiz tartomány járásai

A tartomány területén fekvő járások száma: 6.
- Bahía de Cádiz járás (Comarca de la Bahía de Cádiz)
- Campiña de Jerez járás (Comarca de la Campiña de Jerez)
- Campo de Gibraltar járás (Comarca del Campo de Gibraltar)
- Costa Noroeste járás (Comarca de la Costa Noroeste)
- La Janda járás (Comarca de La Janda)
- Sierra de Cádiz járás (Comarca de la Sierra de Cádiz)

#### Córdoba tartomány járásai

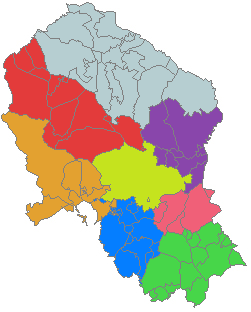
Córdoba tartomány járásai

A tartomány területén fekvő járások száma: 7.
- Alto Guadalquivir járás
- Campiña Este – Guadajoz járás
- Campiña Sur járás
- Subbética járás (Comarca Subbética)
- Valle de los Pedroches járás
- Valle del Guadiato járás
- Vega del Guadalquivir járás

#### Granada tartomány járásai

Granada tartomány járásai

A tartomány területén fekvő járások száma: 10.
- Alhama járás (Comarca de Alhama)
- Alpujarra Granadina járás (Comarca de la Alpujarra Granadina)
- Baza járás (Comarca de Baza)
- Costa Tropical járás (Comarca de la Costa Tropical)
- Guadix járás (Comarca de Guadix (Accitania))
- Huéscar járás (Comarca de Huéscar)
- Loja járás (Comarca de Loja)
- Los Montes járás (Comarca de Los Montes)
- Valle de lecrín járás (Comarca del Valle de Lecrín)
- Vega de Granada járás (Comarca de la Vega de Granada)

#### Huelva tartomány járásai

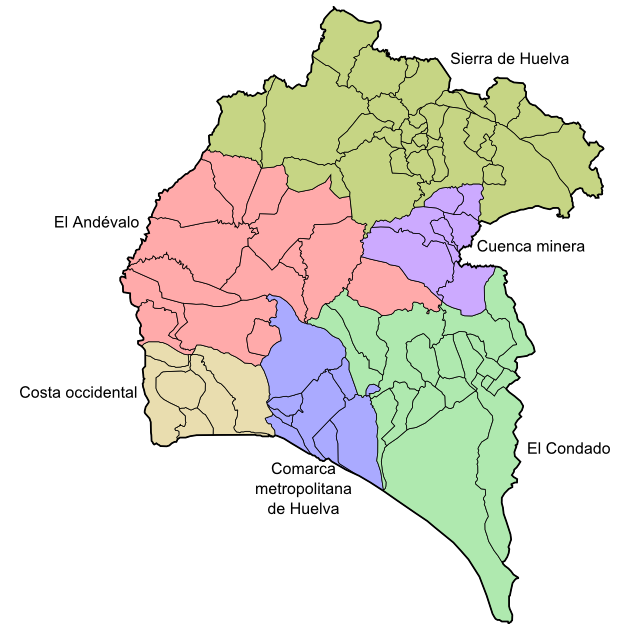
Huelva tartomány járásai

A tartomány területén fekvő járások száma: 6.
- El Andévalo járás
- El Condado járás
- Costa Occidental járás
- Cuenca Minera járás
- Comarca Metropolitana de Huelva járás
- Sierra de Huelva járás

#### Jaén tartomány járásai

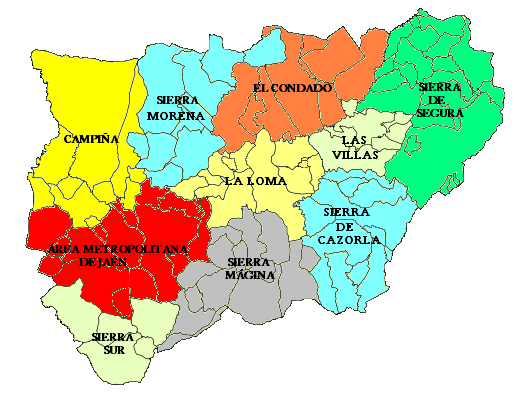
Jaén tartomány járásai

A tartomány területén fekvő járások száma: 10.
- Sierra Sur járás
- Área Metropolitana de Jaén járás
- Campiña de Jaén járás
- El Condado járás
- La Loma járás
- Las Villas járás
- Sierra de Cazorla járás
- Sierra de Segura járás
- Sierra Mágina járás
- Sierra Morena járás

#### Málaga tartomány járásai

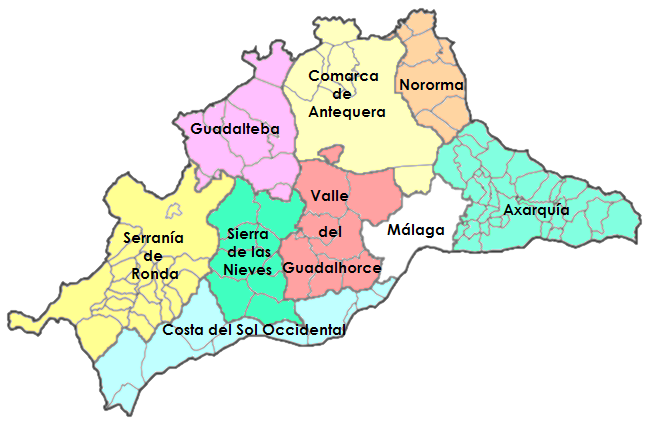
Málaga tartomány járásai

A tartomány területén fekvő járások száma: 6.
- Comarca de Antequera járás
- La Axarquía járás
- Costa del Sol Occidental járás
- Área Metropolitana de Málaga járás
- Valle del Guadalhorce járás
- Serranía de Ronda járás

#### Sevilla tartomány járásai

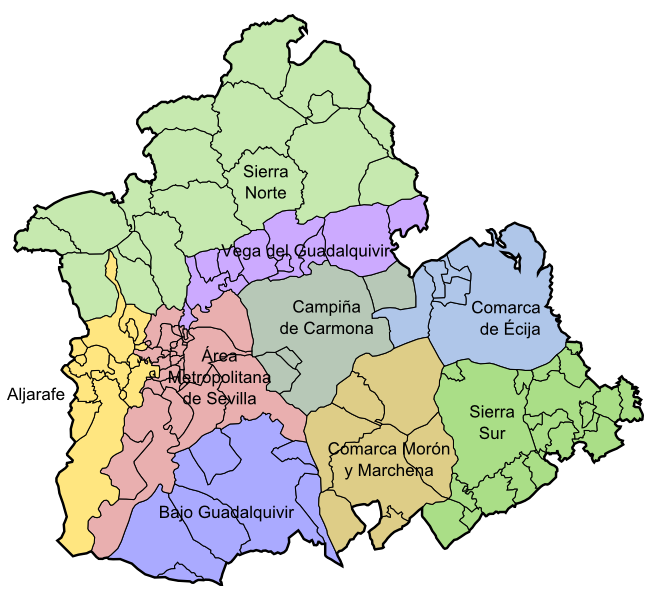
Sevilla tartomány járásai

A tartomány területén fekvő járások száma: 9.
- Aljarafe járás (Comarca de Aljarafe)
- Área Metropolitana de Sevilla járás (Comarca de la Área Metropolitana de Sevilla)
- Bajo Guadalquivir járás (Comarca del Bajo Guadalquivir)
- Campiña de Carmona járás (Comarca de la Campiña de Carmona)
- Campiña de Morón y Marchena járás (Comarca de la Campiña de Morón y Marchena)
- Écija járás (Comarca de Écija)
- Sierra Sur járás (Comarca de la Sierra Sur)
- Sierra Norte járás (Comarca de la Sierra Norte)
- Vega del Guadalquivir járás (Comarca de la Vega del Guadalquivir)

### Községek(Municipios)
A provinciák területén összesen 770 község (municipios) található.
- Almería tartomány – 102 település
- Cádiz tartomány – 44 település
- Córdoba tartomány – 75 település
- Granada tartomány – 168 település
- Huelva tartomány – 79 település
- Jaén tartomány – 97 település
- Málaga tartomány – 100 település
- Sevilla tartomány – 105 település

## Demográfia
A lakosság mindenekelőtt a tartományi székhelyeken és a tengerparti területeken koncentrálódik. Az urbanizáció szintje meglehetősen magas.

### Legnagyobb települések

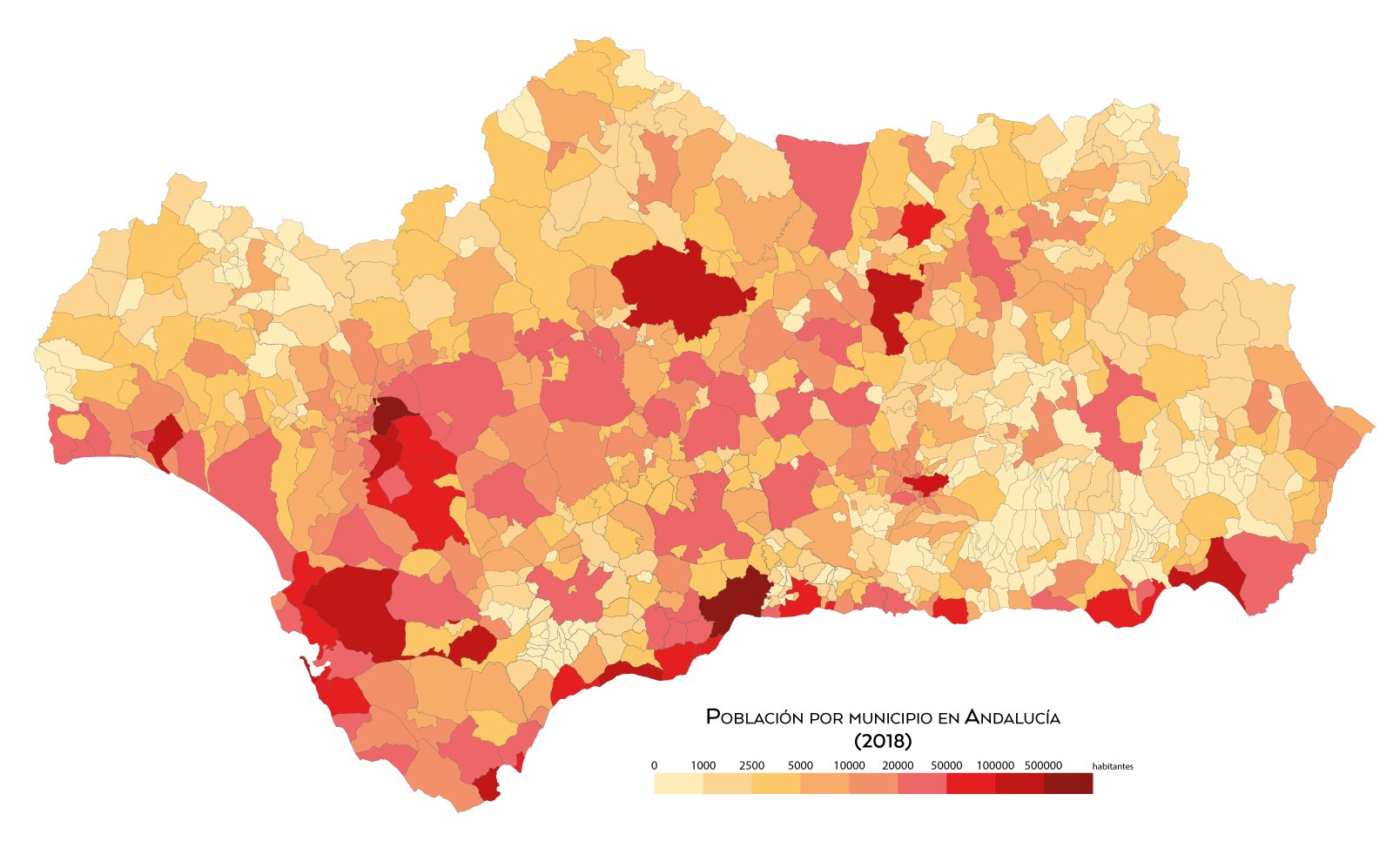
Népsűrűségi térkép (2018)

Spanyolország legnépesebb városai között van Sevilla és Málaga, mindkettő több mint félmillió lakossal. Sevilla nagyvárosi területének lakossága (agglomeráció) eléri az 1,5 milliót.
A következő táblázat a több mint 100 000 fős lakosságú településeket mutatja a Spanyol Nemzeti Statisztikai Hivatal (INE), 2006. évi adatai alapján.
| N. | Település            | Tartomány | Lakosság 2006 | Incr. resp. 2005 | Var. resp. 2005 | Lakosság 2005 |
| -- | -------------------- | --------- | ------------- | ---------------- | --------------- | ------------- |
| 1  | Sevilla              | Sevilla   | 704 414       | 260              | 0,04%           | 704 154       |
| 2  | Málaga               | Málaga    | 560 631       | 2.344            | 0,42%           | 558 287       |
| 3  | Córdoba              | Córdoba   | 322 867       | 1.703            | 0,53%           | 321 164       |
| 4  | Granada              | Granada   | 237 929       | 947              | 0,40%           | 236 982       |
| 5  | Jerez de la Frontera | Cádiz     | 199 544       | 3.269            | 1,67%           | 196 275       |
| 6  | Almería              | Almería   | 185 309       | 3.607            | 1,99%           | 181 702       |
| 7  | Huelva               | Huelva    | 145 763       | 613              | 0,42%           | 145 150       |
| 8  | Cádiz                | Cádiz     | 130 561       | -1.252           | -0,95%          | 131 813       |
| 9  | Marbella             | Málaga    | 125 519       | 1.186            | 0,95%           | 124 333       |
| 10 | Jaén                 | Jaén      | 116 769       | 229              | 0,20%           | 116 540       |
| 11 | Dos Hermanas         | Sevilla   | 114 672       | 2.399            | 2,14%           | 112 273       |
| 12 | Algeciras            | Cádiz     | 112 937       | 1.654            | 1,49%           | 111 283       |

### Az andalúz dialektus
Andalúziában a kasztíliai spanyol nyelv déli változatát beszélik, amely a kiejtésére nézve – főleg a falvakban – erősen különbözik a standard spanyoltól. Az andalúzok nagyon gyorsan beszélnek, több hangot nem, vagy nem úgy ejtenek ki, mint ahogy a művelt köznyelvben. Bár nyelvük írásban nem különbözik a spanyoltól, voltak már próbálkozások saját, kiejtést jelölő helyesírás bevezetésére.
Az andalúz tájszólás legmeghatározóbb jellemzője, hogy beszélői rövidítenek a szavakon és egyes betűket – főleg mássalhangzókat – részben vagy egészben, nem ejtenek. Ezt a nyelvi jelenséget "seseo"-nak nevezik, ami magyarul pöszeséget jelent, mindamellett, hogy a dialektus ritmusa gyorsabb, mint az ország többi részén, ellenben a beszéd közben kipréselt levegő ereje gyengébb, minek következtében a szavak formálása hanyagabbá válik.
Magán Andalúzián belül is különböztetünk meg további tájszólásokat, melyek az adott régiók sajátos nyelvezetei. Az igazi, "zárt" andalúziai nyelvjárást főleg a tartomány belső területein beszélik, jellemzően Granada, Córdoba, Jaén és Sevilla megyékben. A "zárt" jelző arra utal, hogy a szavakat nem tisztán és lendületesen, hanem jóformán duruzsolva, "lomhán" ejtik és ebből adódik a dialektus nehézkes megértése, főleg azok számára, akik tudnak bár spanyolul, ellenben nem Andalúziában élnek.
Az itteni tájszólás egyik főbb jellemzője a zöngés "d", továbbá a szóközi és szóvégi "s" mássalhangzók elhagyása, ami a "seseo" alapja. Az Atlanti-óceán partvidékén, Cádiz és Huelva tartományokban – fenti két mássalhangzó teljes elhagyása mellett, megjelenik továbbá a beszédben egy erőteljes "sh" hang, ami a "ch" (magyarul "cs" hang) hangot helyettesíti, illetve írja felül. A következő példával szemléltethetjük: A 88-as szám kiejtése normál esetben spanyolul "ochenta y ocho" lenne (ejtsd: ocsenta i ocso), de ebben az esetben ez átalakul "oshenta i osho" (ejtsd: osenta i oso) formátumra. A zöngés "d" mássalhangzó elnyelését a következő példával szemléltethetjük: A "Mi történt?" kérdés spanyol megfelelője a "Qué ha pasado?" lenne, de Andalúziában ebből csak "pasao" marad meg, tehát a "d" hang úgy eltűnik, mintha soha nem is létezett volna.
A keleti partszakaszon, de főleg Észak-Almería megyében találkozhatunk az andalúz dialektus másik változatával, ami a szomszédos Murcia tartomány közelsége miatt számos jellemzőjét eltulajdonította a murciai tájszólásnak, amellett, hogy a zöngés "d", valamint az "s" hangok – tehát a "seseo" által kinyírt mássalhangzók – itt is hiányoznak a mindennapi andalúz beszédből. Ezt egy rövid példával szemléltehetjük: A "kicsike" szócska, ami spanyolul "pequeñito", Murciában és ennek megfelelően Észak-Almeríában "pequeñico" lesz. Mindezek ellenére a spanyolul tudók számára ez az Andalúzia keleti partján beszélt tájszólás még így is sokkal jobban érthető, mint a belső tartományok "zárt" dialektusa.

### Kivándorlás
A 20. század elején az andalúzok jelentős része vándorolt ki Amerikába, ahol végleg letelepedett.
1950-től kezdődően az elvándorlásnak három fő iránya volt:
- Az andalúz nagyvárosi központok, amelyek felszívták a vidéki elvándorlást,
- A legfejlettebb spanyol városok és régiók (főleg az ipari szektorhoz kapcsolódóak: Madrid, Katalónia és Baszkföld),
- Az európai (EU-s) országok

### Bevándorlás
2005-ös adat alapján Andalúzia lakosságának 5,35 százaléka Spanyolországon kívül született. A bevándorló népesség körében a domináns nemzetiség a marokkói és a brit. Ha az egyes országok helyett a világ régióit hasonlítjuk össze, a legtöbb bevándorló Latin-Amerika régiójából származik, akik nemcsak az észak-afrikaiakat, hanem a nem-spanyol, nyugat-európai születésűeket is felülmúlják.
A 2009-es népszámlálás alapján a lakosság 8,13%-a külföldi születésű. Almería tartományban volt a legmagasabb a külföldi lakosság aránya (21%). A domináns nemzetiség a brit volt, az összes külföldi 16%-a, főként Malagában és környékén.

## Gazdaság

### Turizmus
A tartomány története és sok körülmény is közrejátszott abban, hogy Andalúzia gazdasága nem tartozik a legvonzóbbak közé az országban. A második világháború előtti Franco-rezsim olcsó munkaerőt és nyersanyagot sajtolt ki a tartományból. Az egyre szegényebb régiót az 1950-es években sikerült kicsit magához téríteni, amikor felfedezték Andalúzia tarkaságát, strandjait. Innentől kezdve turisták árasztották el az addig elzárt, szegény területeket. Az Európai Unió is foglalkozott a felzárkóztatásával, de a segélyek csak a tartomány nyugati részének iparosodásához bizonyultak elegendőknek, amelynek központja Sevilla és Huelva. Ezen felül az infrastrukturális támogatások legalább mindenhol megalapozták az andalúz sikerágazat, a turizmus fejlődését. A tartomány lakosságának nagy része ugyanis ebből a szolgáltatási ágazatból él.

### Mezőgazdaság
Az idegenforgalmon kívül azonban vannak még kiemelt iparágai a déli tartománynak. Ilyen a szőlőtermesztés, és ehhez szorosan kapcsolódik a bortermelés. Ahhoz képest, hogy Andalúzia Spanyolország második legnagyobb bortermelő tartománya, nem sok szőlőültetvénnyel találkozunk az utak mentén. A sikert egy speciális, világszerte ismert fajta hozta az andalúz borászoknak, ugyanis a sherry őshazája ez a tartomány.
A szőlő mellett megterem itt az olajbogyó, a citrusfélék, a dohány, a gyapot, a fűszerpaprika és más zöldségféle. A feldolgozásra több üzem is létesült, ezek adják az andalúz ipar gerincét. A földművelés mellett az állattenyésztésnek is nagy hagyományai vannak.
A száraz területek juhnyájai mellett ismertek az andalúziai bikák, amelyeket gyakran a viadalokra tenyésztenek, a legismertebbek azonban az itt nemesített fehér andalúziai lovak.

### Ipar
- Bányászat: Andalúzia hegyvidékei nemcsak a síelni vágyóknak hoznak hasznot. Évezredek óta ismert bányák sorakoznak a Sierra Morena és a Sierra Nevada völgyeiben. Higanyt, ólmot, rezet és piritet rejt a hegy gyomra. Ezek megmunkálása azonban ritkán történik Andalúziában.

### Közlekedés
Cádiz tartomány Campo de Gibraltar járásában van az európai kontinens legdélebbi vasútállomása, Algeciras városé.

### Képek

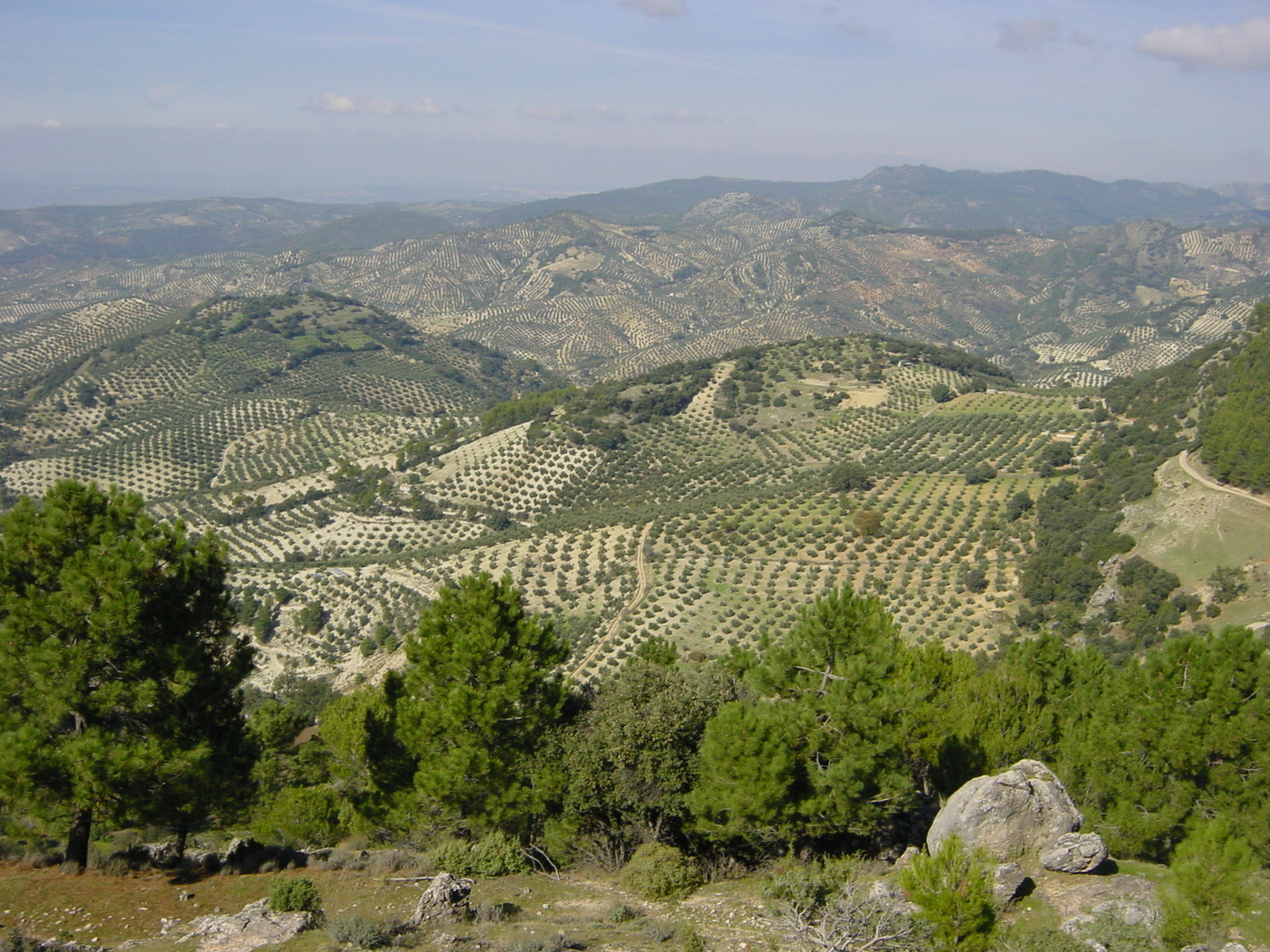
Olajfák
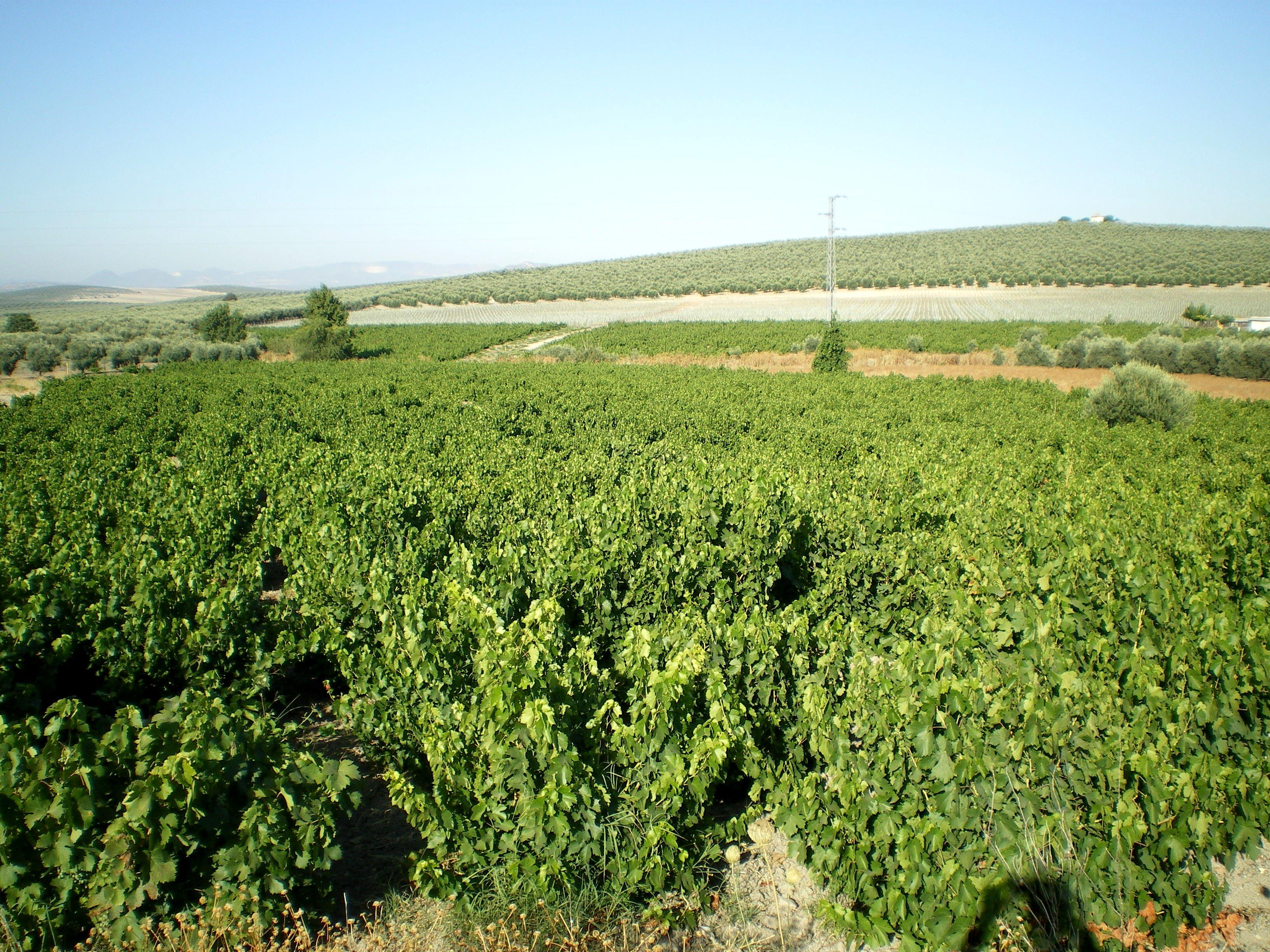
Szőlőültetvény
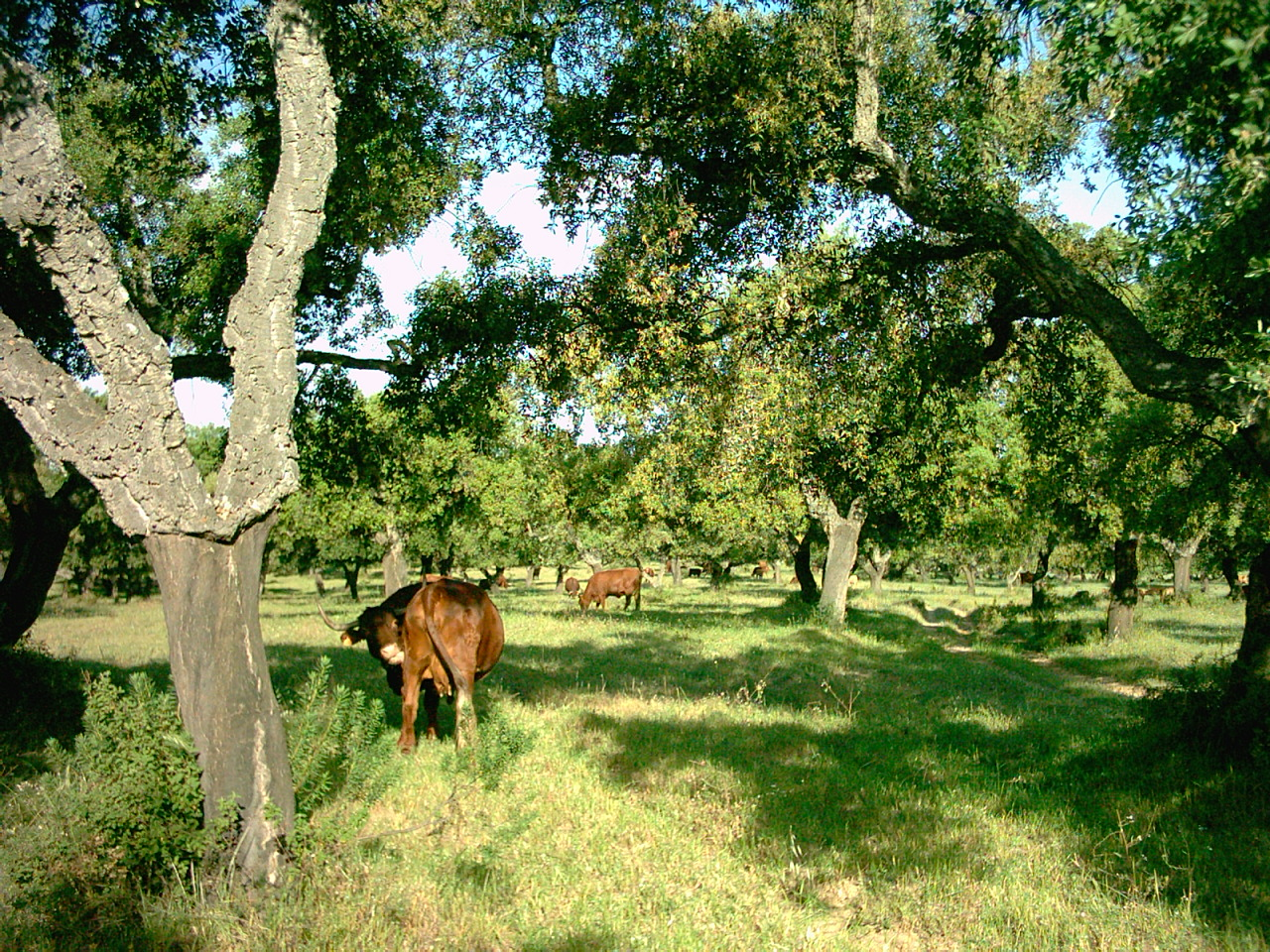
Tehenek legelnek
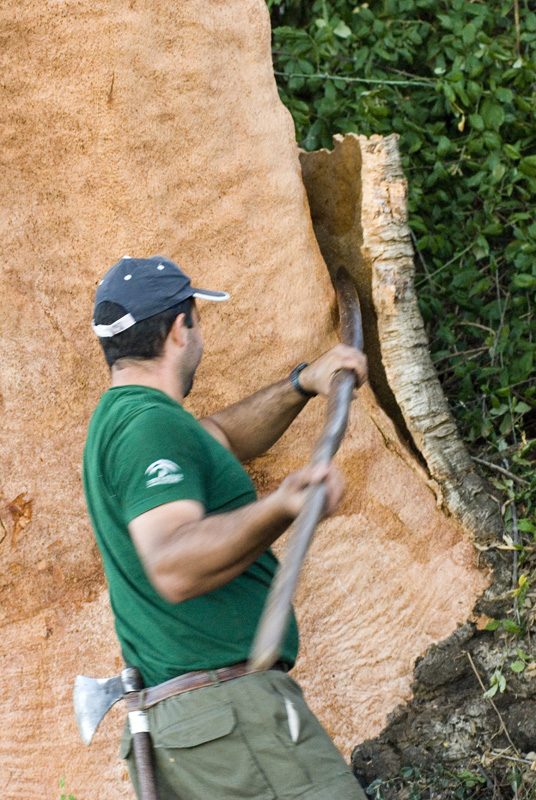
Parafa kérgének hántolása
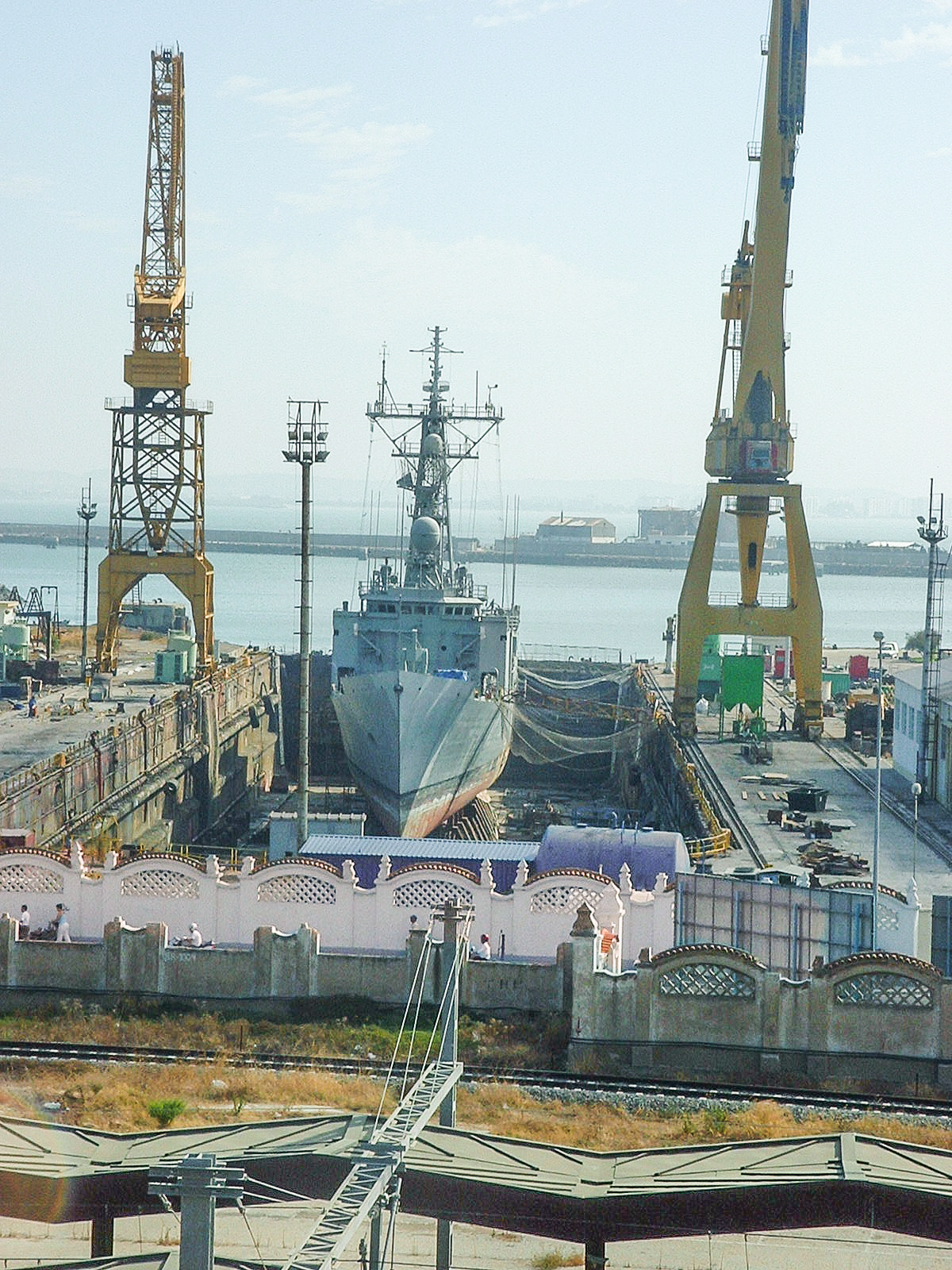
Cádiz kikötője
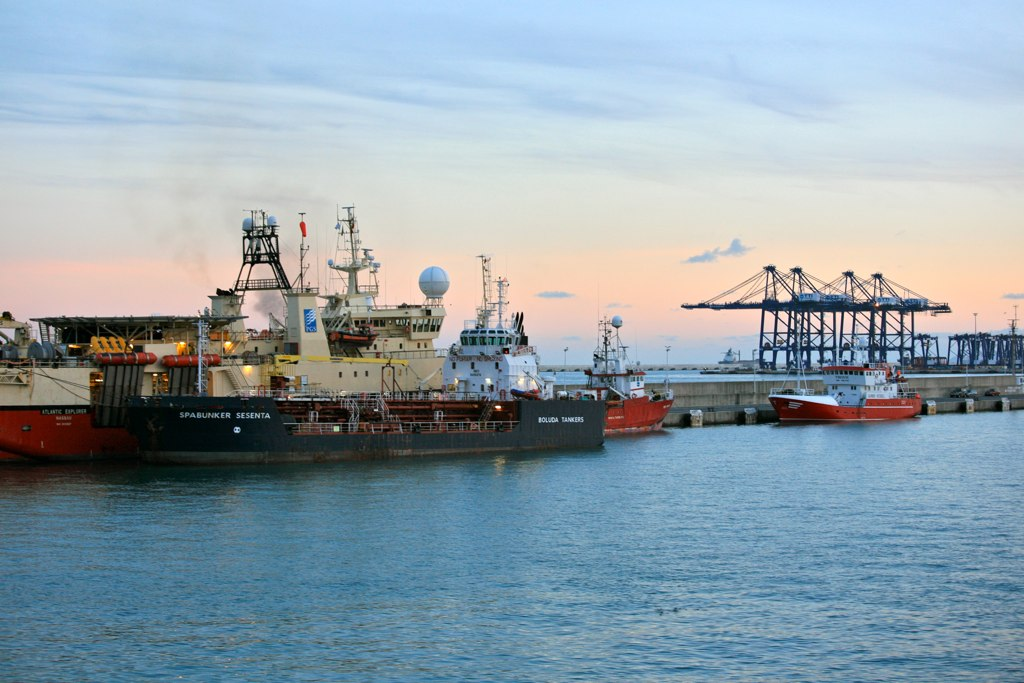
Algeciras kikötője
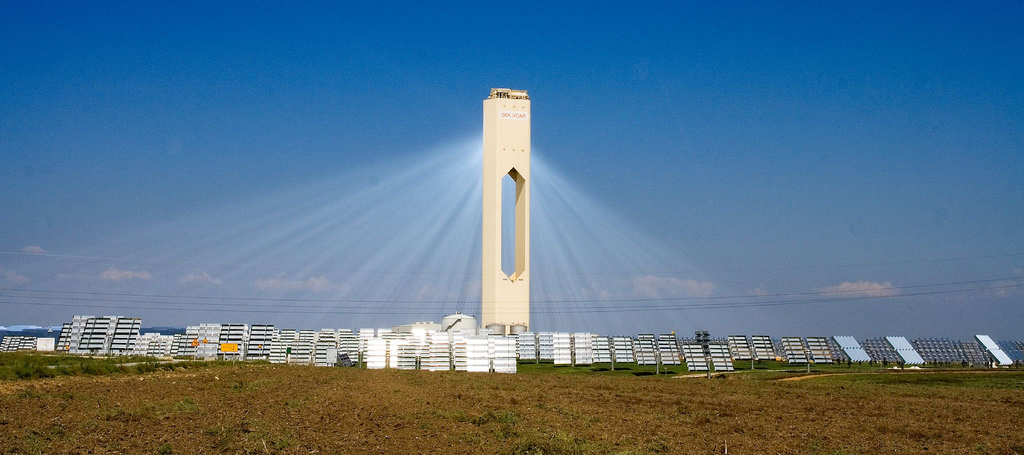
PS10 naphőerőmű
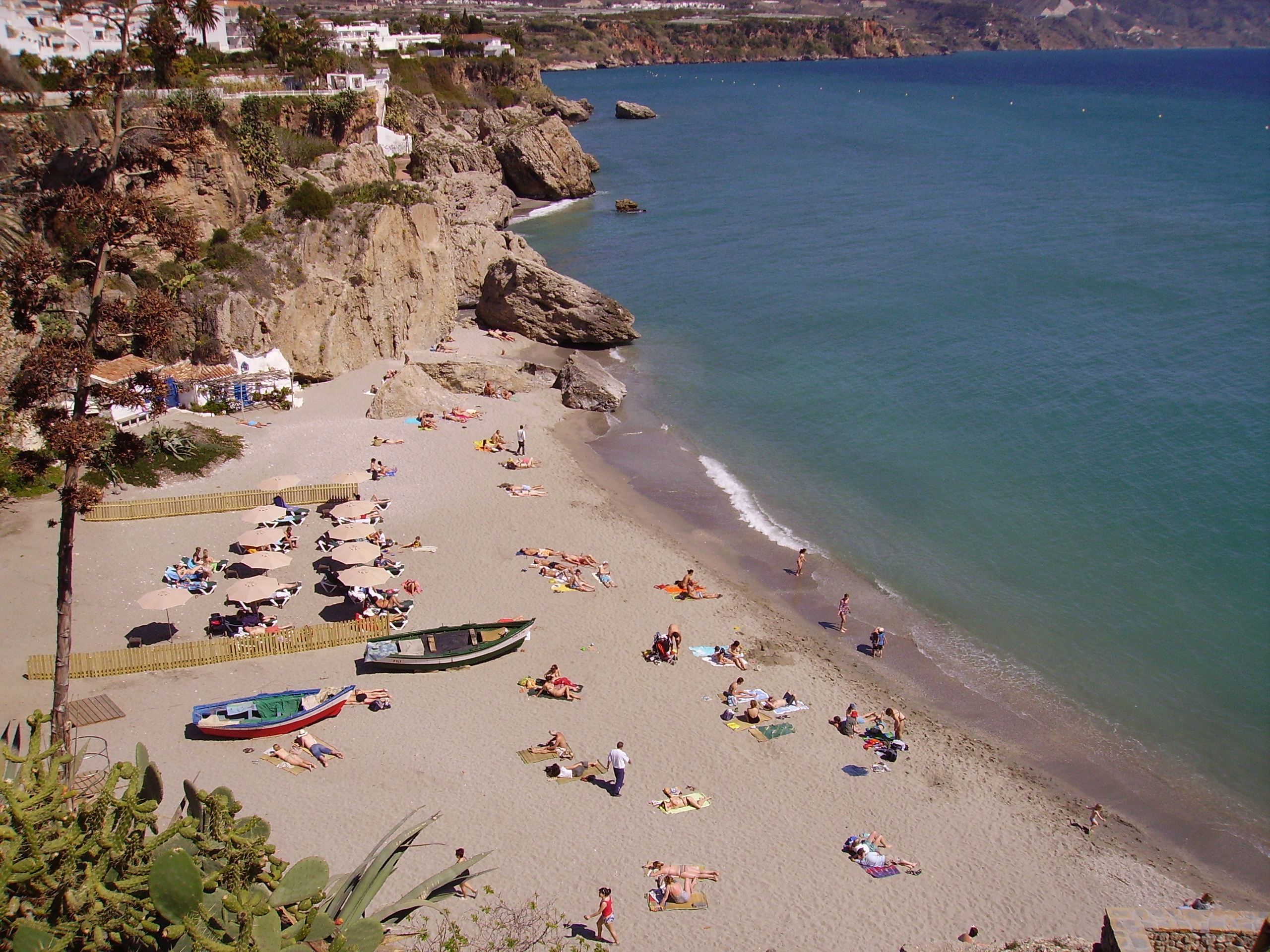
Nerja strandja
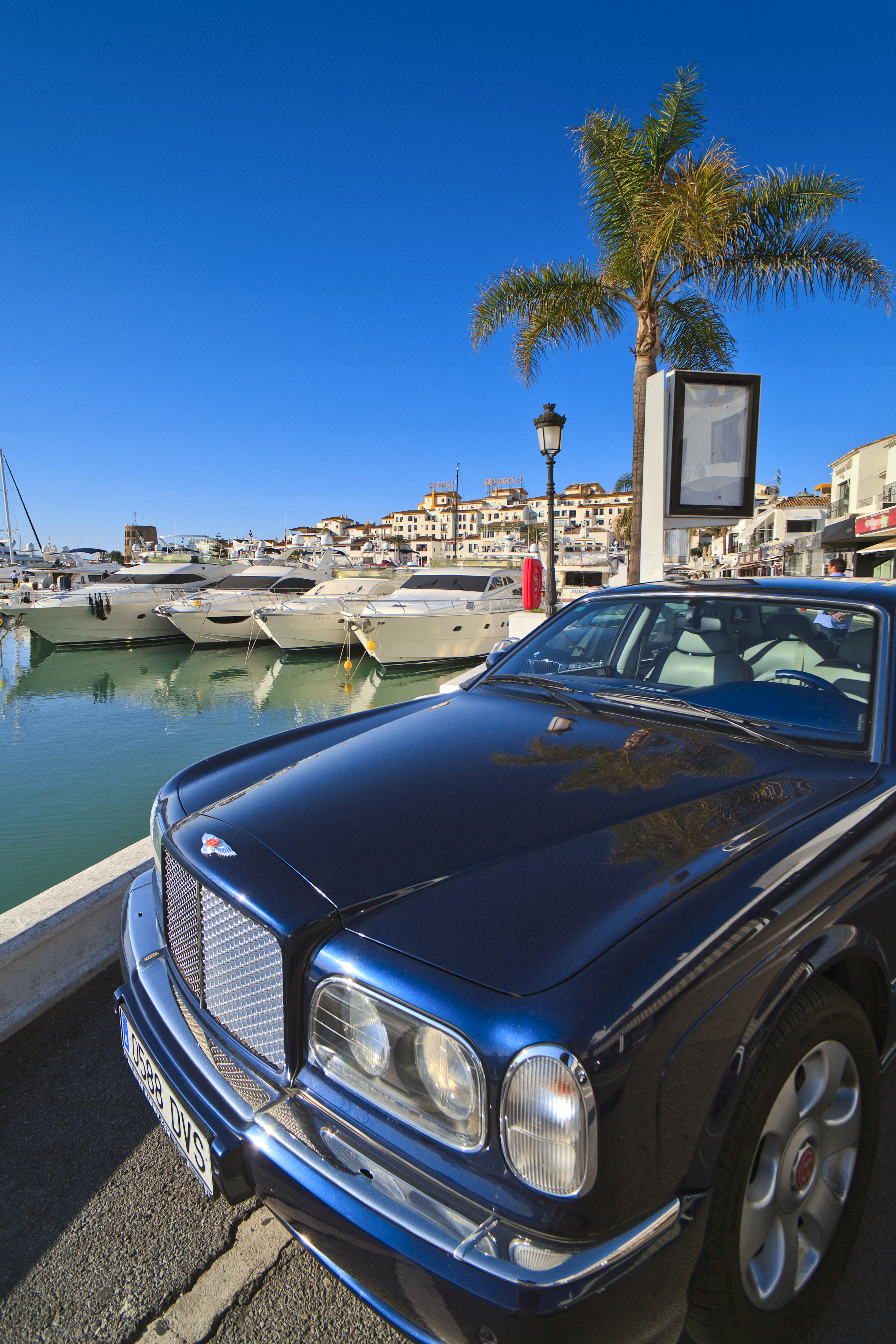
Marbella, a gazdagok nyaralóhelye

## Kultúra

### Andalúzia művészete

#### Mór mecsetek
A mórok nagy hatással voltak az egész ország nyelvére, kultúrájára, építészetére, hagyományaira. Andalúziára a legnagyobbal, hiszen ez a terület volt a leghosszabb ideig mór kézen. Ma is élnek arabok a tartományban, de főleg az arab fürdők, a mecsetek és a kalifák, emírek palotái idézik a történelmi kort.
A mórok a sivatag népe, így a vizet szentként, minden élet alapjaként tisztelték. Mindemellett a Korán előírja az „igazhitűeknek” a testi tisztaságot. Andalúziában ekkor tucatjával épültek az arab fürdők. Kiterjedt csővezeték hálózatokon keresztül folyt a meleg és a hideg víz a medencékbe. A közfürdőkben az egyik nap a férfiaké volt, míg a következő a nőké. A fürdőknek azonban nemcsak a megtisztulást kellett szolgálniuk, hanem érzéki elégedettséget is ki kellett váltaniuk a fürdőzőkből. Ezért igyekeztek díszes csempékkel borítani a fürdőket, és a vizet is általában kőszobrok köpték.
A mórok minden városban megépítették vallásuk jellegzetesen szent helyeit, a mecseteket. A karcsú minaretek erdejében megbúvó mecsetek akkoriban a város szívének számítottak. Azonban a reconquista után a katolikus uralkodók majdnem minden mecsetet leromboltak, vagy keresztény templommá építtettek át. A paloták mellett így ma már csak a mesteri mecseteket lehet látni. Ez utóbbiakra találhatunk igazán lenyűgöző példát Córdobában, a Mezquitát, a világ egyik legnagyobb mecsetjét. A leghíresebb mór műemlék Granadában, az Alhambra, a város fölött fekvő erődítmény, melynek belseje csodálatos mór palotát rejt. ASierra Nevada északi lejtőire is nagyszerű kilátással bíró palotát évente 2 millió turista keresi fel.

#### Azulejo
Aki ellátogat Andalúziába, sok helyütt találkozik azulejokkal. A házak, paloták és szinte minden épület belsejét ugyanis színes csempék, azulejok borítják. Külön művészeti ággá fejlődött a 13. század végén az arabok közvetítésével bekerült csempék gyártása. Használatukat nem a divat szeszélyei indokolták, hanem az a tény, hogy ez a kerámia enyhíti a nyári hőséget. A színes, művészien kidolgozott csempék agyagból készültek. A mesterek először megfestették a táblákat, majd cinkkel, mangánnal, rézzel, vassal és kobalttal díszítették, ezután berakták őket egy kemencébe, és 24 órán keresztül, 900 fokon kiégették. Végül 24 órán keresztül hűlni hagyták. Így váltak maradandóvá.

#### Flamenco

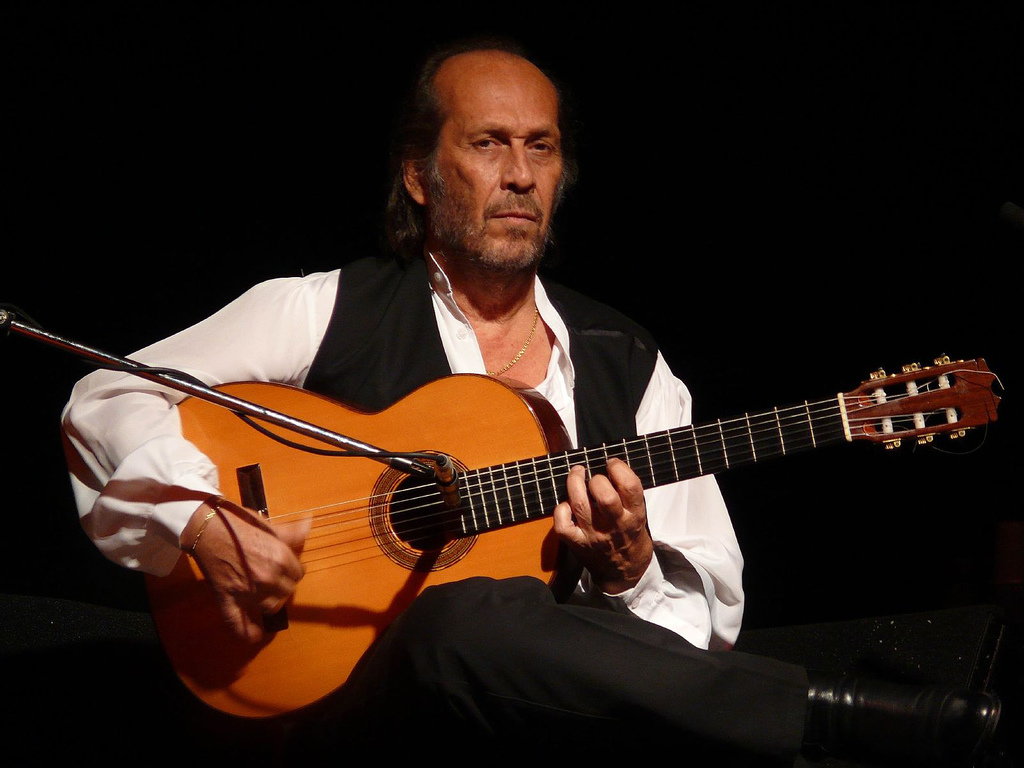
Paco de Lucía

Ezen a tájon alakult ki a flamenco nevű tánc, amely Andalúzia történelmének szinte minden cseppjét magába szívta. Az andalúz cigányok között terjedt el, és így hódította meg a világot. A mórok, cigányok, berberek, zsidók és spanyolok lakta Andalúziában a központi hatalom erőszakos katolicizmusa, inkvizíciója váltotta ki a cigányokból ezt az érzelemdús táncot. Ezért is olyan nehéz flamencót táncolni, hiszen a táncnak erős érzelmeket kell kifejeznie. Szerelmet, gyászt, bánatot és elnyomást öntenek tánclépésekbe, mozdulatokba. A flamenco szó eredete a holland flaming, melynek jelentése – a táncon kívül – „flamand” és „flamingó”. A nevet a madárhoz hasonló jellegzetes kéztartásról, illetve a kecses mozgásról kaphatta. A dinamikus tánc eredetileg tapssal kísért ének volt, de mára a tapsot felváltotta és kiegészítette az elmaradhatatlan kasztanyetta (castañuela), az énekhangot pedig kiegészíti a tánc és a gitár.

### Hagyományok
- Bikaviadal

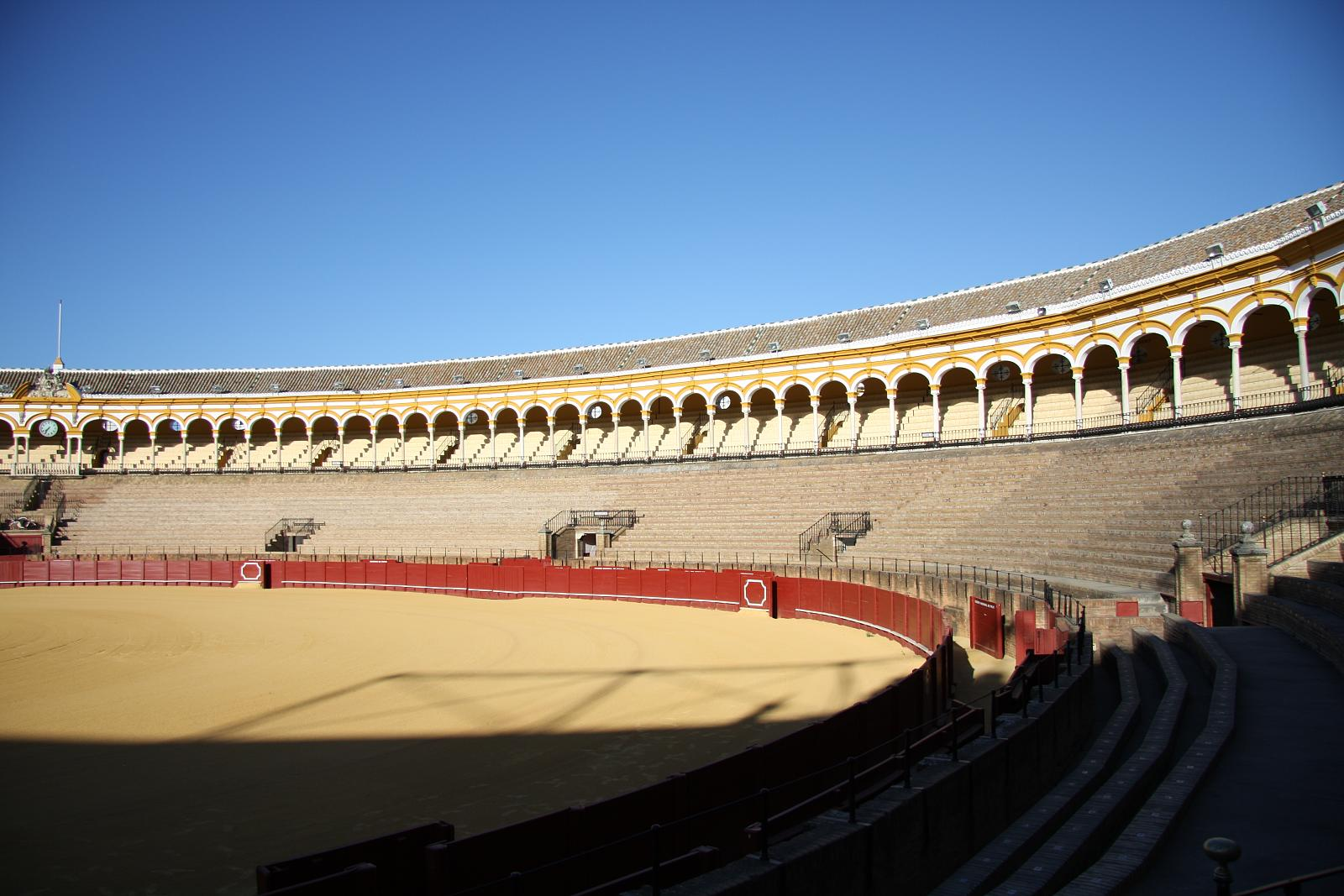
Plaza de Toros de la Real Maestranza, Sevilla

Spanyolul corrida. A görög és római korban is létezett mulatság a mórok közvetítésével került Spanyolországba. IV. Károly spanyol király megtiltotta bikaviadalok rendezését, mert túl véresnek és barbárnak tartotta. Csak a napóleoni háborúk idején éledhetett újjá ez a szórakozás. Nem véletlen, hogy Andalúziával kapcsolatban merül fel a bikaviadal, hiszen a sevillai Plaza de Toros aréna az ország legnagyobbja. Húszezer ember élvezheti és izgulhatja végig a torreádorok véres előadásait. A „nemzeti sport”-nak azért is van akkora sikere, mert a bikaviadalok immár társadalmi eseményekké is váltak. Sokan járnak ide megbeszélni ügyes-bajos dolgaikat, sőt üzletek is köttetnek az aréna soraiban. Az évente 1000 bika és 3000 ló életét követelő attrakcióra jegyet szerezni nem könnyű feladat.
- Semana Santa

Andalúziában nem feledkezhetünk meg a katolikus hagyományokról, amelyek minden mediterrán nép esetében mélyen gyökereznek. A Semana santa, azaz szenthét (nálunk nagyhét) a húsvét előtti vasárnap (nálunk virágvasárnap) veszi kezdetét. Ekkor körmenetek indulnak el a tartomány templomaiból, és hordozható állványzaton trónokat hordoznak körbe a városokban és falvakban. Ezeken Jézus vagy Szűz Mária ül. A gazdagon feldíszített trónusokat fehér leplekbe öltözött vezeklők, ahogy ott nevezik, penitentes követik. A leplek hagyománya még az inkvizíció idejéből ered. A penitenteseket követik a fekete ruhába öltözött, gyertyát vivő nők, akiket servidorasnak hívnak. A menet előtt katonazenekar adja a ritmust. Az emberek gyakran könnybe lábadt szemmel, keresztet vetve nézik, ahogy elhalad előttük a körmenet. Az sem ritka, hogy meg akarják érinteni, csókolni a szobrokat.

### Zsidó élet
A zsidó nép szerves része volt a tartomány színes kultúrájának. Egyébként zárkózott szokásaik az évezredek alatt lassan keveredtek, és hatottak más népek hagyományaira. Az első zsidók a római korban telepedtek meg Hispánia déli részén. A nagy kolóniák szefárdoknak nevezték magukat, hiszen héberül Spanyolországot Szefaradnak nevezik. A Gibraltári-szoros miatt a kereskedelem az ő kezükben összpontosult, és nagy erőfeszítéseket tettek azért, hogy Andalúzia gazdasága javuljon. Saját nyelvük a szefárdi, ladino vagy zsidó spanyol (djudezmo, judeoespañol, ladino, sefardí), amely tulajdonképpen a kasztíliai spanyol archaikus (középkori) formája héber jövevényszavakkal. A kegyelmet nem ismerő spanyol inkvizíció nemcsak az arabokat sújtotta, hanem minden olyan embert, akik nem tértek át a katolikus vallásra. Ebben a korban szinte minden zsidó elmenekült az országból, de nyelvüket megtartották, és mind a mai napig beszélik is Afrikában vagy Kis-Ázsiában.

### Kulturális intézmények
Jelentős gyűjtemények, múzeumok:
- Hispán-Muszlim Művészet Nemzeti Múzeuma (Museo Nacional de Arte Hispanomusulmán) (Granada): 1962 óta működik az Alhambrában, a középkori iszlám kultúra értékeit mutatja be.
- Archeológiai Múzeum (Museo Arqueológico) (Sevilla): 1879-ben megalapított gyűjtemény, anyaga részt vett az 1929-ben tartott Iberoamerikai Kiállításon is. Érdekessége a mitikus Tartesszosz civilizációjának bemutatása.
- Tartományi Archeológiai Múzeum (Museo Arqueológico Provincial) (Córdoba)
- Szépművészeti Múzeum (Museo de Bellas Artes) (Córdoba)
- Szépművészeti Múzeum (Museo de Bellas Artes) (Sevilla) (alapítva: 1840)
- F.G.Lorca Múzeuma (Casa-Museo Frederico Garcia Lorca) (Fuente Vaqueros)
- Picasso Alapítvány (Fundación Pablo Ruiz Picasso) (Málaga)

## Gasztronómia

### Andalúz borok
Az ország második legnagyobb bortermelő tartományának már évezredes hagyományai vannak a borászat területén. Egy görög földrajztudós, Sztrabón írta le először, hogy Hispánia déli részén jó minőségű borok teremnek, amelyet a föníciaiak honosítottak meg a vidéken. Az évek során egyre finomodott a technika. 711-ben megjelentek az arab hódítók. Ugyan a Korán tiltja a szeszes italok fogyasztását, mégis az andalúziai borok népszerűek voltak az emirátusokban. Ebben az időben emelkedett ki a többi város közül Sheresh, a mai Jerez a borászatban. Innen kapta nevét a sherry, Andalúzia világszerte ismert bora. Az elsőként Amerikába induló hajók is pakoltak fedélzetükre a kellemes nedűből, és miután a spanyol hajók Indiába is elvitték a sherryt, ez lett az első bor, amely körbejárta a világot. Fehér szőlőből készítik, fűszerezése pedig hétpecsétes ősi titok. A fahordókban érlelt igazi sherry-márkákat Andalúzia-szerte lehet kapni. Ilyen márka a Gonzales Byass, a Sandeman vagy a Pedro Domecq.

### Olívaolaj
Nemcsak az andalúz konyha, hanem az egész spanyol, sőt a mediterrán konyha egyik alapvető hozzávalója az olívaolaj. Az első olajfaligeteket a rómaiak hozták át Itáliából. A Guadalquivir folyó felső folyásánál alakultak ki a tartomány legnagyobb ültetvényei. Jaén provinciának például 80%-át borítják olajfaültetvények, ami csak itt majdnem 13 ezer km²-nyi területet jelent. Az év során többször is terem az olajfa, és a szüretet minden helyen hagyományos mulatság kíséri.

## Híres szülöttei

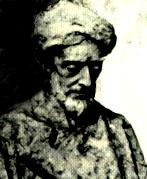
Ibn Gabirol
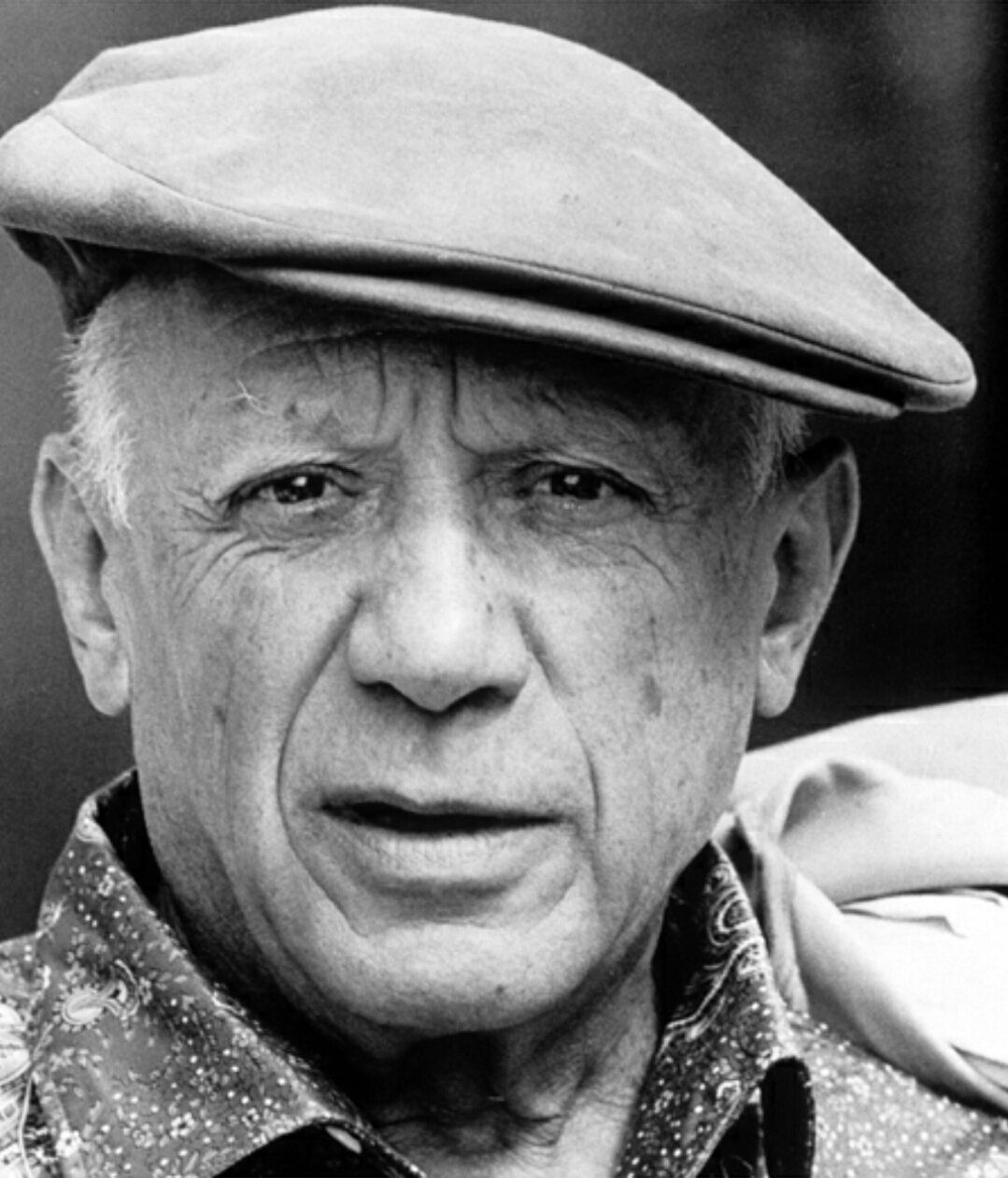
Pablo Picasso
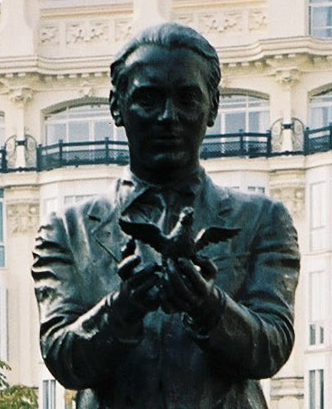
Federico García Lorca
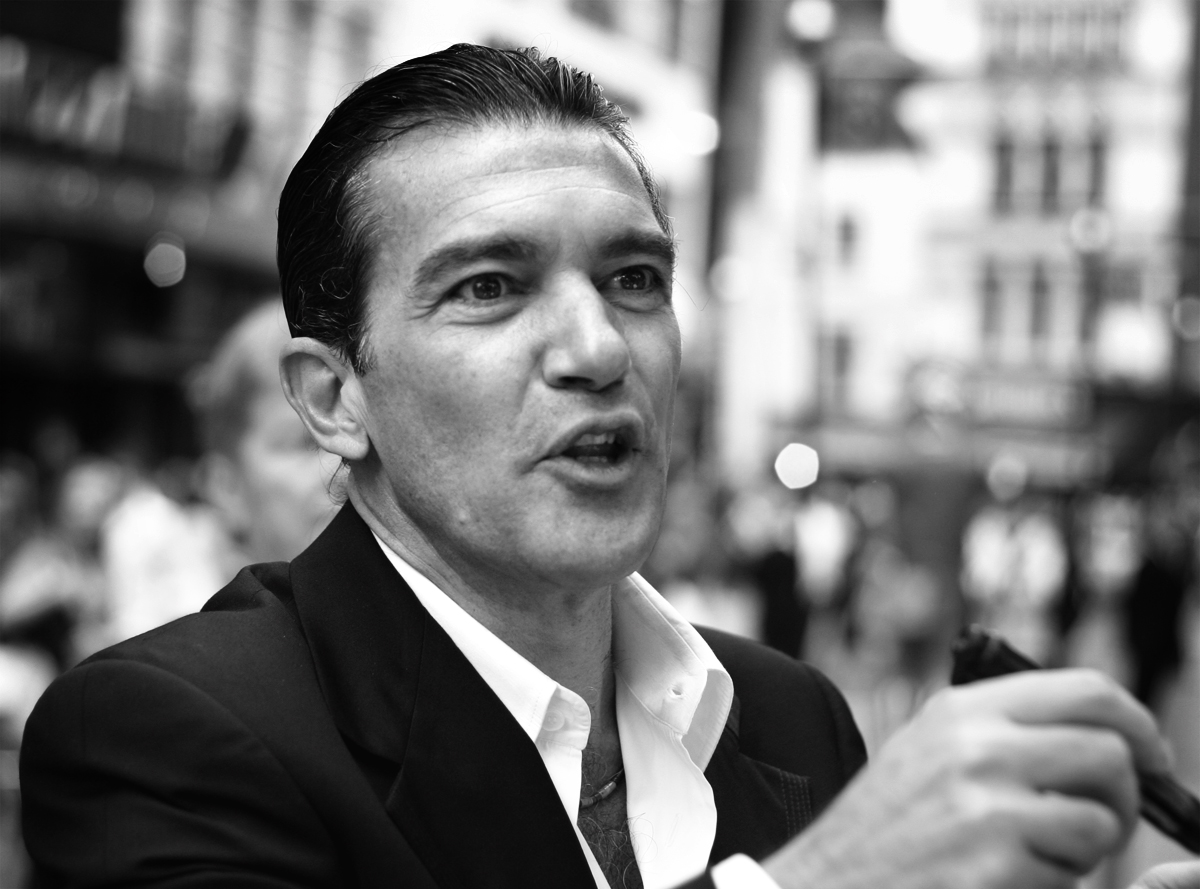
Antonio Banderas
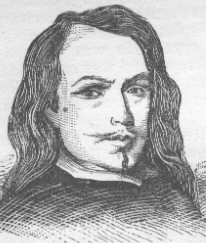
Bartolomé Esteban Murillo
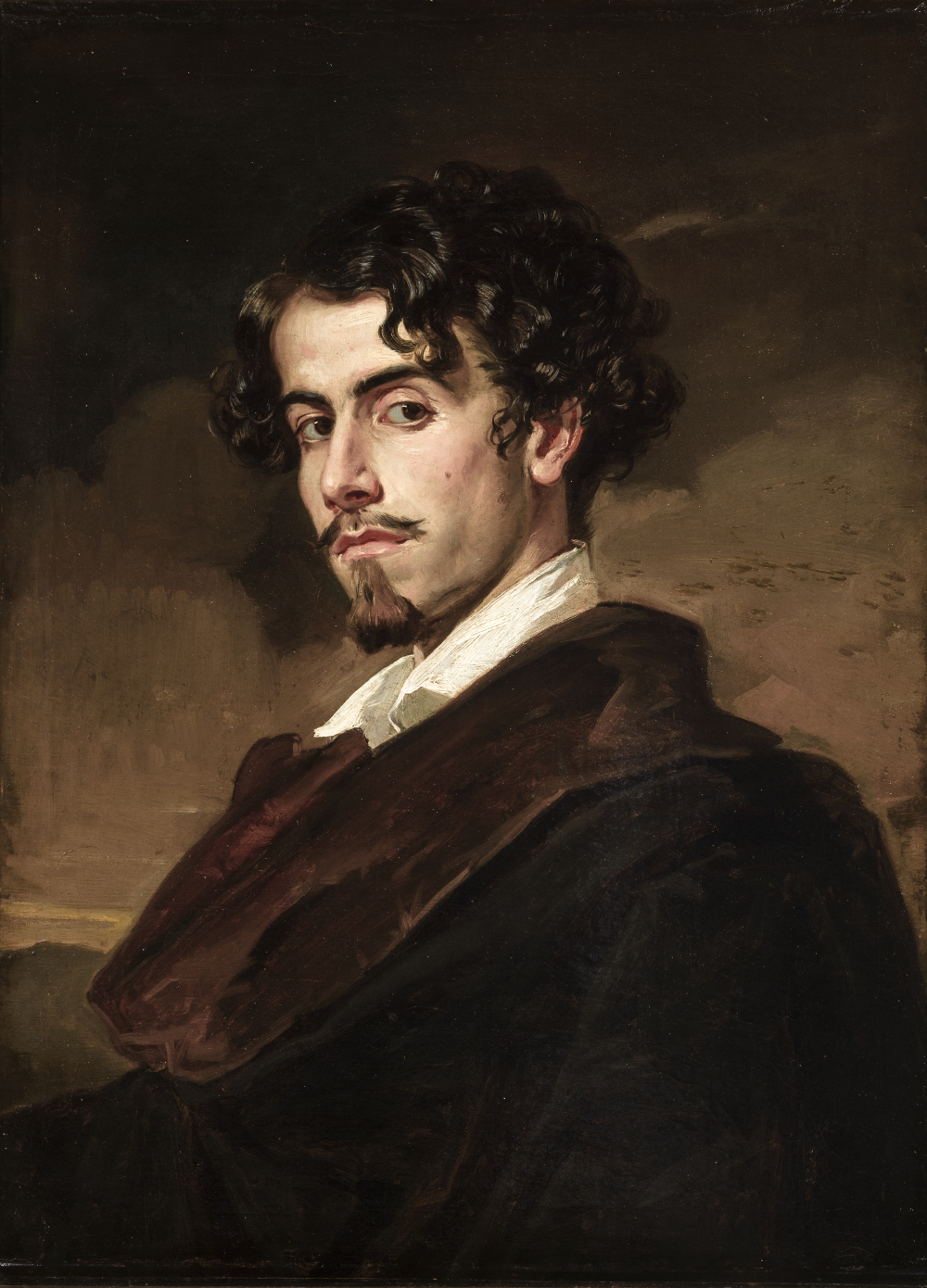
Gustavo Adolfo Bécquer
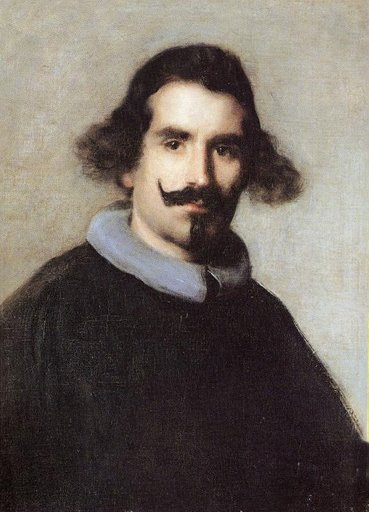
Diego Velázquez

## Fordítás
- Ez a szócikk részben vagy egészben  az   Andalucía című spanyol Wikipédia-szócikk ezen változatának fordításán alapul.  Az eredeti cikk szerkesztőit annak laptörténete sorolja fel. Ez a jelzés csupán a megfogalmazás eredetét és a szerzői jogokat jelzi, nem szolgál a cikkben szereplő információk forrásmegjelöléseként.